# Francesco Giuseppe I d'Austria
Francesco Giuseppe d'Austria (in tedesco Franz Joseph I; Vienna, 18 agosto 1830 – Vienna, 21 novembre 1916) è stato Imperatore d'Austria, re d'Ungheria, e re di Boemia dal 1848 sino alla morte. Dal 1850 al 1866 fu presidente della confederazione germanica. Francesco Giuseppe d'Austria regnò dal 1867 sul nuovo Impero austro-ungarico e fino al 1866 sul Regno Lombardo-Veneto. Di fatto fu l'ultimo vero sovrano assoluto austriaco a governare per diritto divino fino alla sua morte.
Nel dicembre 1848 lo zio di Francesco Giuseppe, Ferdinando I, malato e ritenuto inadatto per affrontare una crisi politica, abdicò al trono presso la città di Olomouc in Moravia come parte del piano del principe Felix Schwarzenberg per domare le rivoluzioni scoppiate in quell'anno nei territori imperiali. Questo fatto favorì il diciottenne Francesco Giuseppe nell'ascesa al trono dopo che il padre Francesco Carlo ebbe rinunciato a sua volta alla successione al regno. Fu incoronato imperatore d'Austria il 2 dicembre 1848.
Il regno di Francesco Giuseppe d'Austria durò in tutto quasi 68 anni e superò la durata di ogni altro sovrano della sua dinastia, ma le scelte di governo in politica interna ed estera, ritenute troppo reazionarie, lo indicarono alla fine come l'unico responsabile del disgregamento e della dissoluzione dell'Impero austro-ungarico e del suo stesso regno. Di carattere autoritario, con l'immagine di una monarchia di stampo feudale, nel 1851 Francesco Giuseppe d'Austria abrogò le concessioni costituzionali e instaurò un regime assolutista, centralista e austero che perdurò per gran parte dei suoi anni di governo.
L'impero all'epoca di Francesco Giuseppe, ad ogni modo, visse un periodo travagliato per le spinte nazionalistiche al suo interno. Le sconfitte militari del 1859 nella seconda guerra d'indipendenza italiana e del 1866 nella guerra austro-prussiana, videro Francesco Giuseppe costretto a scendere a patti con i magiari e convertire l'Impero austriaco in una unione reale: l'accordo, noto col nome di Ausgleich, istituì la monarchia duale austro-ungarica, mediante la creazione di due stati, Cisleitania e Transleitania, distinti sul piano amministrativo e della politica interna, aventi tuttavia ministeri della difesa e degli esteri (nonché un ministero delle finanze competente per le spese associate a questi ultimi) in comune e un comune sovrano, avente i titoli di Imperatore d'Austria e Re d'Ungheria. Sotto il regno di Francesco Giuseppe crebbe nel contempo l'opposizione verso la Russia, vista come la principale antagonista dell'espansione dell'Austria nella penisola balcanica, motivo per cui col tempo Francesco Giuseppe si avvicinò all'Impero tedesco, firmando infine la Duplice alleanza.
Il rifiuto di Francesco Giuseppe di avviare un processo di riforme in Cisleitania, nelle Terre della Corona di Santo Stefano, nonché il mancato riconoscimento dell'élite magiara e il sempre più ampio conflitto tra le diverse nazionalità che componevano i territori dell'impero, condussero lo stato al collasso. Le tensioni in atto nei Balcani, la sovrastimata forza militare dell'Austria-Ungheria ed infine l'assassinio del nipote di Francesco Giuseppe ed erede al trono, l'arciduca Francesco Ferdinando a Sarajevo, portarono quindi l'Austria, nell'estate 1914, a dichiarare guerra alla Serbia, atto che provocò, nel quadro degli automatismi dettati dalle alleanze tra le potenze europee, lo scoppio della prima guerra mondiale.
Nella vita privata Francesco Giuseppe I d'Austria visse molte tragedie che lo colpirono in prima persona: nel 1867 suo fratello Massimiliano, proclamato da qualche anno imperatore del Messico, venne fucilato dai rivoluzionari locali; nel 1889 morì il suo unico figlio maschio ed erede al trono imperiale Rodolfo; nel 1898 l'assassinio della moglie Sissi.
Alla morte di Francesco Giuseppe I d'Austria nel 1916, fece seguito anche la sconfitta militare austro-tedesca della Grande Guerra: i divergenti interessi nazionali dei popoli e la cacciata degli Asburgo-Lorena dall'Austria tramite la proclamazione della Repubblica, il 3 aprile 1919 portarono alla definitiva dissoluzione dell'Impero austriaco.

## Biografia

### I primi anni e la successione al trono
Francesco Giuseppe I d'Austria nacque nel Castello di Schönbrunn a Vienna, in Austria. Era il figlio maggiore di Sofia di Wittelsbach, principessa di Baviera e dell'arciduca Francesco Carlo d'Asburgo-Lorena (a sua volta figlio minore dell'imperatore Francesco II d'Austria e della moglie Maria Teresa di Borbone-Napoli).
Nel 1835 salì al trono imperiale lo zio di Francesco Giuseppe, Ferdinando I, ma fu colpito da malattia mentale e non riuscì a dare un figlio all'Impero Austriaco.
Francesco Giuseppe fu educato da due precettori, il diplomatico Heinrich Franz von Bombelles e il colonnello Johann Baptist Coronini-Cronberg che gli imposero un serrato programma di studi che a 16 anni comprendeva cinquanta ore settimanali. Le materie erano principalmente focalizzate sullo studio delle lingue: oltre al francese (che era la lingua della diplomazia e delle corti del tempo), il giovane Francesco Giuseppe studiò latino e greco antico, ungherese, ceco, italiano e polacco che erano le principali lingue parlate nell'impero. Le restanti materie erano quelle tipiche dell'istruzione dei reali del suo tempo e comprendevano matematica, fisica, storia e geografia, oltre ad un programma apposito di diritto e scienze politiche dato il suo ruolo di sovrano. Il programma comprendeva inoltre delle ore di educazione fisica che andavano dagli esercizi ginnici, alle cavalcate sino alle esercitazioni militari. Durante i festeggiamenti di compleanno per i suoi 13 anni, Francesco Giuseppe venne nominato giovane colonnello del 3º reggimento Dragoni. Da quel momento in poi la sua formazione iniziò a comprendere anche lezioni di strategia militare e di tattica, alle quali Francesco Giuseppe sembrava particolarmente portato. Si legò a tal punto al mondo militare da prendere ad indossare quotidianamente la divisa, tratto che rimarrà distintivo per tutta la sua vita.
Francesco Giuseppe aveva tre fratelli minori: Massimiliano (1832-1867), Carlo Ludovico (1833-1886), Ludovico Vittorio (1842-1919) e un'unica sorella, Maria Anna (1835-1839), la quale morì alla tenera età di quattro anni. 

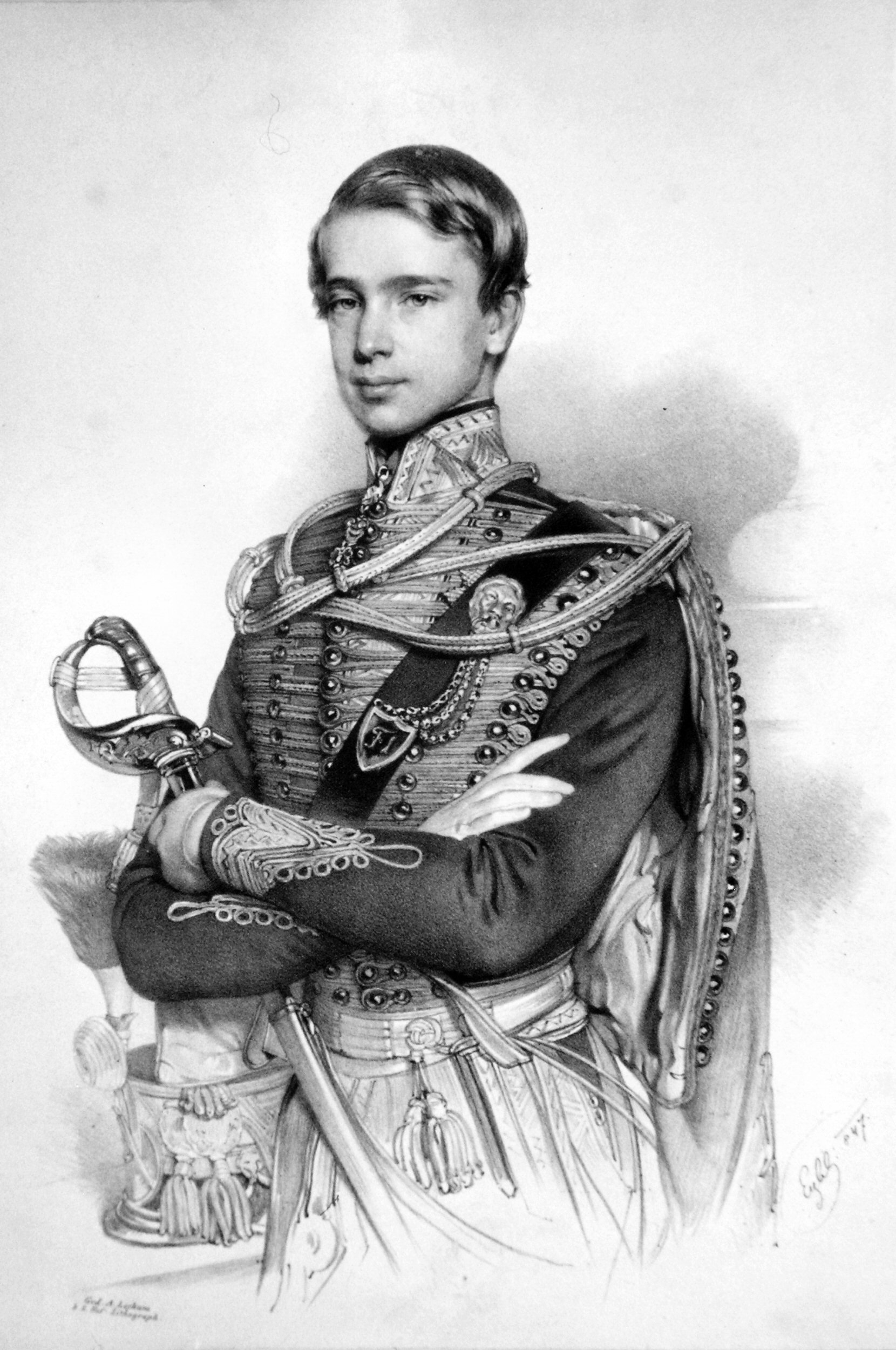
Francesco Giuseppe in una litografia di Franz Eybl del 1847

Con lo scoppio delle rivoluzioni del 1848, il cancelliere tedesco Metternich decise di consegnare al sovrano le proprie dimissioni e nel contempo Francesco Giuseppe venne proposto per la successione dello zio Ferdinando I, impossibilitato a governare perché malato.
In quell'anno, il 6 aprile 1848, Francesco Giuseppe venne quindi nominato governatore della Boemia perché iniziasse ad avere un ruolo attivo nella politica amministrativa dell'impero, ma non riuscì mai ad assumere effettivamente quell'incarico. L'élite di governo, infatti, preferì dare un'immagine più militaresca dell'erede al trono e pertanto il giovane arciduca venne inviato al seguito del feldmaresciallo Radetzky e delle sue armate col ruolo di osservatore nella sua campagna militare partita da Milano il 29 aprile 1848; assieme a questi vide lo svolgersi della battaglia di Santa Lucia il 6 maggio 1848 dal Bastione di Santo Spirito. In seguito alle rivolte del 1848 la corte di Vienna dovette fuggire dapprima a Innsbruck, in Tirolo (dove Francesco Giuseppe raggiunse la famiglia a metà giugno), e poi verso la tenuta di Olomouc, in Moravia. In Tirolo, Francesco Giuseppe incontrò inoltre per la prima volta quella che sarebbe diventata poi sua moglie, Elisabetta di Baviera..
Le truppe militari comandate dal feldmaresciallo Alfred von Windisch-Graetz e quelle croate, al comando del Bano Josip Jelačić, diedero inizio il 26 ottobre 1848 al bombardamento dei quartieri popolari di Vienna, azione che durò per una settimana e che si concluse con l'assalto alla baionetta delle ultime sacche di resistenza dei rivoluzionari. Oltre 2000 insorti furono trucidati e migliaia di altri cittadini furono condannati a morte o a lunghe pene detentive, tra cui anche Robert Blum che in spregio alla sua immunità parlamentare venne fucilato e gettato in una fossa comune.
Il feldmaresciallo Alfred von Windisch-Graetz, forte del suo successo nell'avvenuta soppressione della rivolta, sostenne Francesco Giuseppe I d'Austria nella successione al trono al posto dello zio Ferdinando I.
A Olomouc in Moravia il 2 dicembre 1848, in seguito all'abdicazione dello zio e alla rinuncia di suo padre, il giovane Franz (com'era famigliarmente chiamato l'arciduca), poté assurgere al trono imperiale austriaco, assumendo il nome ufficiale di Francesco Giuseppe I: il primo, in memoria del nonno e il secondo, dell'antenato Giuseppe II, uno dei massimi riformatori dell'Impero nel corso del XVIII secolo.

### L'assolutismo imperiale (1848-1860)

#### La rivolta ungherese

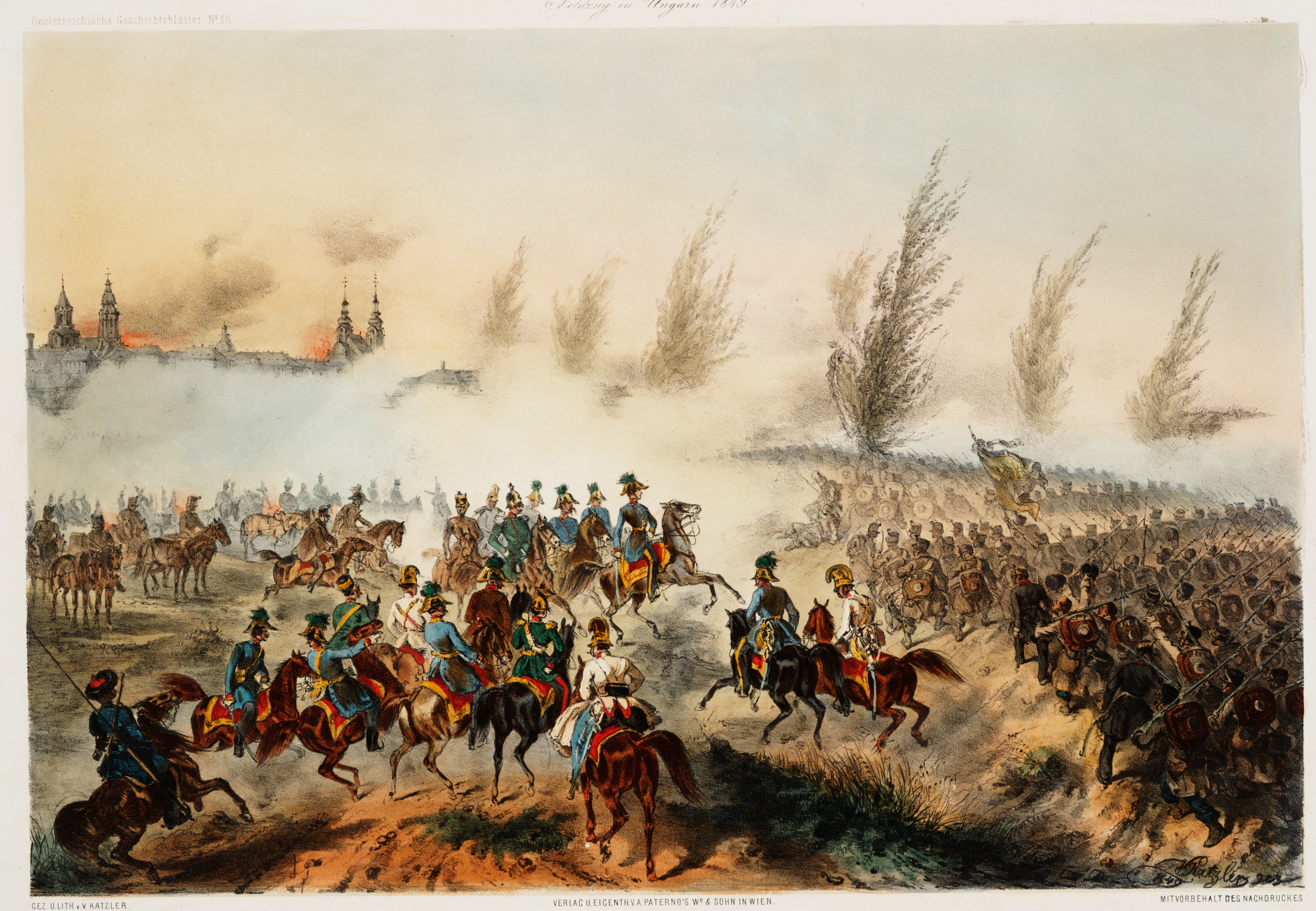
L'imperatore Francesco Giuseppe alla testa delle truppe austriache impegnate nella battaglia di Győr del 1849

Sotto la guida del nuovo primo ministro, il principe Felix Schwarzenberg, Francesco Giuseppe I d'Austria venne convinto a intraprendere una strada cauta, dopo la sua ascesa, concedendo allo Stato una Costituzione nel marzo del 1849. Allo stesso tempo si rese necessario condurre delle campagne militari per reprimere i disordini causati dagli insorti ungheresi, ribellatisi all'autorità centralista degli Asburgo in nome della loro antica indipendenza e dello spirito nazionalista. A questo si aggiungeva il fatto che dal XIII secolo, il regno ungherese aveva delle norme specifiche che avevano limitato fortemente il potere regio a favore di quello del parlamento e che proprio in quell'anno, Francesco Giuseppe aveva revocato le cosiddette "leggi di aprile" che erano state approvate da suo zio Ferdinando per cercare di distendere il clima in Ungheria. A peggiorare la situazione, Francesco Giuseppe cercò di estendere anche all'Ungheria (contro il parere del parlamento locale) la cosiddetta "Costituzione Stadion" che era stata approvata dalla dieta imperiale. Per tutta risposta il parlamento ungherese non aveva voluto riconoscere il nuovo sovrano e, per la legge locale, nessuno poteva sedere sul trono d'Ungheria senza il consenso del parlamento dal momento che la successione non era vista come automatica alla morte del predecessore. Lajos Kossuth prese le redini del governo ungherese ormai in rivolta. Se in Austria le rivolte erano state represse velocemente, lo stesso non si poté dire in Ungheria dove Francesco Giuseppe cercò ed ottenne l'aiuto della Russia per "evitare che l'insurrezione ungherese divenisse una calamità di portata europea". Con i russi dalla propria parte, la forza militare messa in campo dall'Austria divenne di notevole portata e lo stesso imperatore si incontrò con lo zar Nicola I a Varsavia il 21 maggio 1849 per compiere un gesto unico nel suo genere: gli baciò le mani in segno di riconoscenza. Lo zar, dal canto suo, era intervenuto in nome della Santa Alleanza con l'invio di 200.000 uomini e 80.000 forze ausiliarie. Alla repressione dei rivoltosi, fece seguito un periodo di brutale repressione con una stringente legge marziale che contribuì a dipingere una pessima immagine dell'imperatore appena asceso al trono, unitamente al fatto che il sovrano ritirò tutte le concessioni fatte in precedenza.

#### La prima guerra d'indipendenza italiana
Francesco Giuseppe I d'Austria dovette ben presto fronteggiare nuove battaglie questa volta sul fronte italiano quando re Carlo Alberto di Savoia, nel marzo del 1848, diede inizio ad una serie di nuove ostilità per accogliere il desiderio della Lombardia che si era ribellata al governo austriaco, di essere annessa al Piemonte costituzionale piuttosto che rimanere sotto il dominio asburgico. La sorte in questo caso fu però favorevole a Francesco Giuseppe ed al suo esercito; Carlo Alberto di Savoia venne sconfitto in maniera decisiva da Radetzky nella battaglia di Novara e il re di Sardegna, che tanto aveva tentennato sulla scelta di entrare in guerra contro l'impero, scelse di abdicare per ritirarsi in esilio ad Oporto, in Portogallo, dove poi morirà in esilio.

#### Le repressioni ed il ritorno alla centralizzazione del potere
Con il ricostituito ordine dell'impero, in base al dogma della monarchia per diritto divino, Francesco Giuseppe ritirò le concessioni costituzionali da lui realizzate e inaugurò una politica assolutista e centralista, guidata per sua volontà dal ministro dell'interno Alexander Bach. Negli anni successivi l'Austria riprese le proprie posizioni sulla scena internazionale dopo il disastro del 1848-1849 e sotto la guida di Felix Schwarzenberg come primo ministro, essa fu in grado di arginare lo schema prussiano di creazione di una nuova confederazione tedesca sotto la guida della Prussia, dalla quale proprio l'Austria sarebbe stata esclusa. Dopo la prematura morte di Schwarzenberg avvenuta nel 1852, egli non poté essere sostituito con uno statista di eguale levatura e Francesco Giuseppe I d'Austria si ritrovò a dover svolgere lui personalmente l'incarico di primo ministro.

#### Il tentativo di assassinio

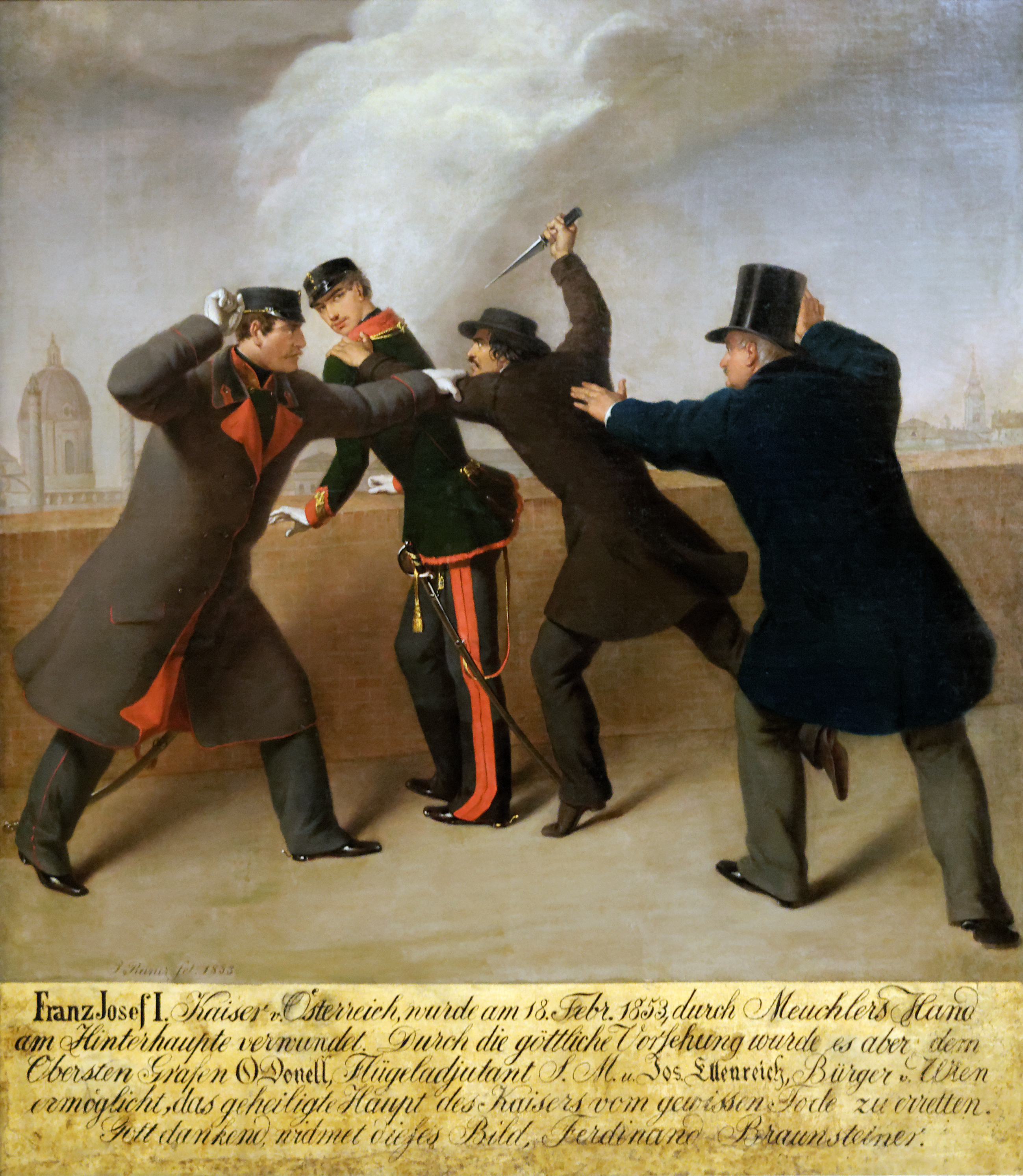
Il tentativo di assassinio di Francesco Giuseppe (1853) in un olio su tela dipinto da J. J. Reiner

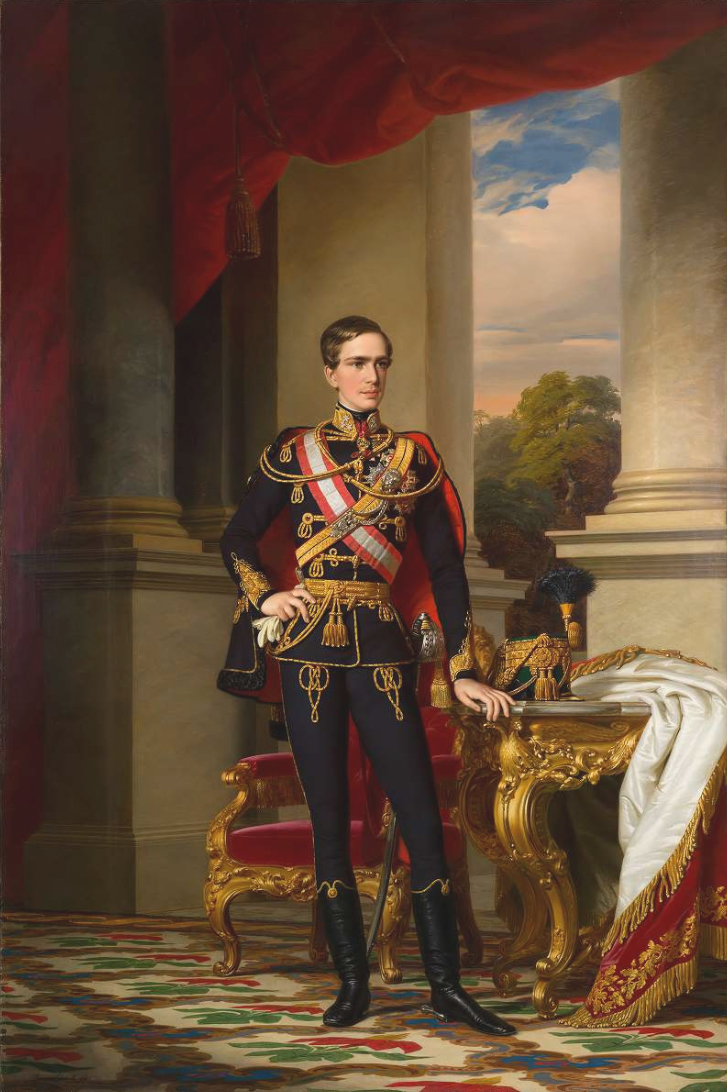
Il giovane Francesco Giuseppe in un ritratto del 1853

Il 18 febbraio 1853, mentre stava passeggiando su uno dei bastioni delle mura di Vienna in compagnia del suo aiutante di campo, il conte Maximilian Karl Lamoral O'Donnell, Francesco Giuseppe I d'Austria fu aggredito dall'operaio tessile ungherese János Libényi, che intendeva con tale atto vendicare le centinaia di martiri e vittime della rivolta magiara impiccati nella città di Arad nel settembre 1849, in Ungheria, per ordine di Francesco Giuseppe. Approfittando della disattenzione della scorta, il ventiduenne Libényi tentò di pugnalare Francesco Giuseppe I d'Austria alla gola, ma la lama del fendente rimase incastrata in una fibbia di metallo che ornava il colletto della divisa, procurando al sovrano solo lievi escoriazioni. L'attentatore ungherese fu immediatamente bloccato dai presenti e, dopo un rapido processo, Libényi venne impiccato nella prigione di Simmering nel febbraio di quello stesso 1853. Il conte O'Donnell, nobile in quanto discendente da una famiglia dell'aristocrazia irlandese, ottenne il titolo di Reichsgraf (conte dell'impero) per aver salvato la vita del sovrano ed essere intervenuto tempestivamente colpendo l'aggressore ed allontanandolo dal giovane imperatore. A fermare Libényi contribuì anche il macellaio Joseph Ettenreich che si trovava nei pressi della coppia e che venne poco dopo anch'egli elevato al rango della nobiltà.
Sul luogo dell'attentato venne eretta una chiesa di ringraziamento allo scampato pericolo, costruita con i fondi ricavati da una colletta organizzata dal fratello minore del sovrano, Massimiliano. L'edificio che si trova nei pressi dell'Università di Vienna lungo la Ringstrasse, in Austria, è conosciuto con il nome di Votivkirche, ovvero "chiesa votiva". A Praga, col medesimo intento, Francesco Giuseppe fece erigere una statua di San Francesco d'Assisi, suo patrono, eretta sul ponte Carlo e donata dal nobile boemo conte Franz Anton von Kolowrat-Liebsteinsky, già primo ministro austriaco.

#### Il matrimonio e il ruolo di Sissi

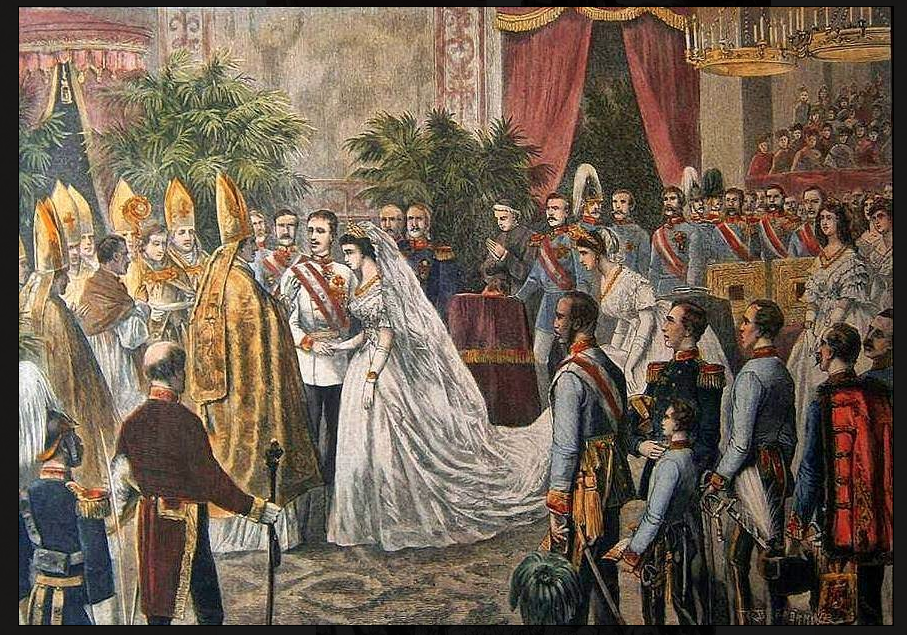
Il matrimonio tra Francesco Giuseppe ed Elisabetta nella chiesa degli Agostiniani di Vienna il 24 aprile 1854

Francesco Giuseppe era già asceso al trono e, in particolare dopo le rivolte del 1848 e l'attentato del 1853, si era reso sempre più pressante pensare ad un matrimonio per il sovrano. Di questo si occupò direttamente l'arciduchessa madre Sofia, la quale aveva ancora una forte influenza sul figlio, specie per quanto riguardava le questioni private e di famiglia. Per quanto inizialmente avesse considerato alcune possibili mogli di rango come la principessa Elisabetta di Modena, la principessa Anna di Prussia e la principessa Sidonia di Sassonia, alla fine ritenne che la decisione migliore per la dinastia austriaca fosse un matrimonio tra consanguinei, rafforzando il legame con la dinastia bavarese dei Wittelsbach; la scelta sarebbe pertanto potuta ricadere solo su una delle due cugine di primo grado di Francesco Giuseppe: la diciannovenne Elena di Baviera, nota col soprannome di Néné, oppure la sorella minore Elisabetta, nota come Sissi, che all'epoca aveva appena quindici anni. Entrambe le sorelle erano le figlie della duchessa Ludovica di Baviera (sorella dell'arciduchessa Sofia) e del duca Massimiliano in Baviera. Néné e Sissi vennero presentate ufficialmente alla corte austriaca e all'imperatore in occasione della festa per il compleanno di Francesco Giuseppe I del 1853, occasione nella quale il sovrano alla fine scelse per la più anticonformista Elisabetta.
Francesco Giuseppe ed Elisabetta si sposarono nella chiesa degli Agostiniani di Vienna il 24 aprile 1854 e da allora la moglie Sissi si dimostrò sempre una figura molto importante nelle scelte dell'imperatore, contribuendo in particolare alla mutazione del suo atteggiamento nei confronti dell'Ungheria.
Il matrimonio tra i due ad ogni modo non fu particolarmente felice; per quanto Francesco Giuseppe fosse profondamente innamorato della moglie, il sentimento non fu mai ricambiato in egual misura. Elisabetta inoltre non riuscì mai ad acclimatarsi alla vita di corte e frequenti furono i suoi conflitti con gli altri membri della famiglia imperiale, in particolare con la suocera e zia Sofia.

#### La seconda guerra d'indipendenza italiana

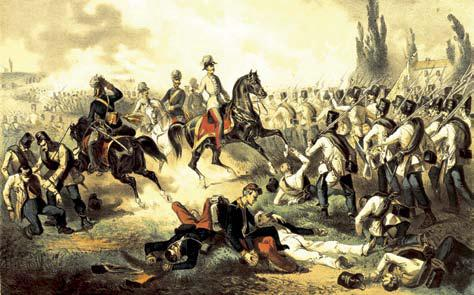
Francesco Giuseppe alla battaglia di Solferino (24 giugno 1859)

Dal 1848 al 1866 le attenzioni di Francesco Giuseppe I d'Austria furono rivolte soprattutto verso l'Occidente, in particolare al mantenimento dei possedimenti austriaci sul territorio italiano e alla supremazia degli stati frammentati tedeschi. Dopo la morte di Felix Schwarzenberg però, l'Austria diventò sempre più centralizzata e con un regime repressivo dovuto ai processi di Mantova ed alla repressione dei moti scoppiati il 6 febbraio 1853 a Milano, in Lombardia.
Il mancato intervento asburgico nella guerra di Crimea, isolò l'Austria dall'Europa intera e soprattutto consentì al Regno di Sardegna di Vittorio Emanuele II di Savoia, di aumentare la sua influenza nei confronti di Francia ed Inghilterra. Grazie alla promessa di cessione del territorio francese di Nizza e della Savoia e all'aiuto sabaudo offerto in Crimea, il Regno di Sardegna ottenere così con gli accordi segreti di Plombiéres del 1859 il sostegno di Napoleone III nel caso in cui l'Austria avesse tentato di invadere il regno piemontese. I piemontesi, a quel punto, moltiplicarono i loro sforzi per provocare gli austriaci e costringerli a compiere il passo falso di dichiarare guerra al Piemonte. Dopo il rifiuto di un ultimatum fatto pervenire alla corte di Torino, Francesco Giuseppe il 26 aprile 1859 dichiarò guerra ai Savoia e nel contempo mobilitò le proprie truppe, per le quali prevedeva una campagna semplice come era stata quella del 1848 nulla sospettando dell'accordo segreto stretto da Camillo Benso, conte di Cavour, con la Francia.
In quella occasione, non soddisfatto dalla direzione strategica del feldmaresciallo Ferenc Gyulay, l'imperatore Francesco Giuseppe decise di rimuoverlo dall'incarico e di assumere lui personalmente il comando dell'esercito.
Il risultato militare in Italia fu disastroso: il 4 giugno 1859 l'esercito franco-piemontese sconfisse gli austriaci nella battaglia di Magenta e, dopo la sanguinosa battaglia di Solferino e San Martino (24 giugno), Francesco Giuseppe I si vide costretto a firmare l'armistizio di Villafranca che sanciva la cessione della Lombardia al Regno di Sardegna, riuscendo ad ogni modo a mantenere sotto il proprio controllo il territorio del Veneto, accordo che venne rettificato il prima possibile dal momento che Napoleone III intendeva concludere al più presto la guerra per non attirarsi critiche in patria nei confronti della sua politica estera.

### Dal 1866 alla fine del secolo

#### La guerra austro-prussiana
Dopo la vittoria nella Seconda guerra dello Schleswig, il cancelliere tedesco Bismarck preparò un'offensiva finale contro l'Impero austriaco così da porre fine ad ogni sua pretesa nei confronti dei territori tedeschi ed avviare il processo di unificazione della Germania sotto l'aquila prussiana. Dapprima si assicurò la neutralità della Francia e concluse un'alleanza separata con il Regno d'Italia, il quale non solo covava ancora antichi rancori nei confronti dell'impero asburgico, ma ottenne nel contempo la promessa di ricevere il Veneto in cambio della propria collaborazione militare.
Avvertendo la minaccia di questo conflitto al proprio impero, Francesco Giuseppe cercò di impedire lo scoppio delle ostilità e giunse persino ad accettare la cessione del Veneto in cambio della pace e di sostenere l'autodeterminazione del ducato di Holstein, ma questo non fece altro che spianare la strada al conflitto che scoppiò di fatti il 14 giugno 1866. Ufficialmente l'impero austriaco nello scontro poteva contare sull'appoggio della Confederazione Germanica di cui aveva la presidenza, ma di fatti il regno di Sassonia fu l'unico degli stati tedeschi a sostenerlo fermamente.
Sopraffatte dalla modernità dell'esercito prussiano, le truppe austriache si ritirarono rapidamente e finirono per essere schiacciate nella battaglia di Sadowa del 3 luglio 1866.
Francesco Giuseppe fu quindi costretto a chiedere la pace, che fu conclusa con i trattati di Praga e Vienna. L'Italia ottenne come promesso l'annessione del Veneto. La Confederazione Germanica scomparve per sempre, lasciando il posto alla Confederazione Germanica del Nord, guidata dal Regno di Prussia che ottenne così un ruolo ancora più prominente nell'area tedesca. L'Austria si trovò definitivamente esclusa dai territori tedeschi.

#### La monarchia duale (1867)

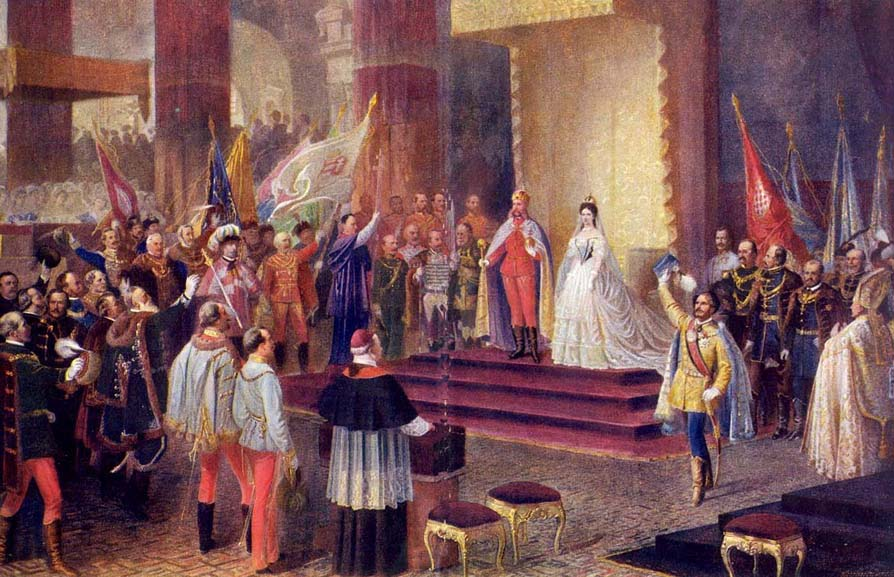
L'incoronazione di Francesco Giuseppe a re d'Ungheria nel 1867

Le sconfitte militari del 1866 portarono Francesco Giuseppe I d'Austria a occuparsi più attivamente dei territori Orientali del suo Stato e soprattutto dell'Ungheria, un territorio che da tempo richiedeva una maggiore autonomia amministrativa. Nel 1867, su pressione e col sostegno della moglie Elisabetta, dell'ungherese conte Andrássy e del primo ministro Friedrich Ferdinand von Beust, gli austriaci arrivarono infine ad un compromesso con gli ungheresi, il cosiddetto Ausgleich, secondo il quale i territori dell'impero sarebbero stati suddivisi in due parti: la Cisleitania e la Transleitania, rispettivamente "al di qua" ed  "al di là" del fiume Leita, mantenendo in comune il re come monarca, il ministro degli esteri e il ministro della guerra, ma di fattorendendo maggiormente autonome le due rispettive parti dell'impero e riconoscendo a livello locale alcune specificità per austriaci e magiari. Da allora il territorio dell'impero venne chiamato Austria-Ungheria. Il conte Gyula Andrássy venne posto a capo del nuovo governo ungherese con la carica di primo ministro. L'8 giugno 1867, Francesco Giuseppe ed Elisabetta furono incoronati rispettivamente re e regina d'Ungheria nella chiesa di Mattia a Buda. Franz Liszt compose la musica per l'evento.
Le concessioni fatte all'Ungheria riaccesero localmente molti altri desideri d'indipendenza ed in particolare quelli della Boemia che rimase inclusa nella Cisleitania, malgrado il malumore popolare pubblicamente espresso dal quotidiano nazionalista ceco Národní listy che si lamentò a più riprese delle perdite e delle sofferenze subite dai cechi durante la guerra austro-prussiana dell'anno precedente, nonché dello svilimento del valore storico della propria terra che si trovava ancora "subordinata" alla monarchia austro-ungarica.
Il 1867 rappresentò per Francesco Giuseppe un anno ancor più difficile per il suo già provato stato d'animo: suo fratello Massimiliano, Imperatore del Messico eletto nel 1863 su proposta di monarchici, fu fucilato dai rivoluzionari messicani che stavano avviando una guerra d'indipendenza sempre più marcata contro i governi stranieri.

#### Gli ultimi decenni dell'Ottocento e l'inizio del Novecento

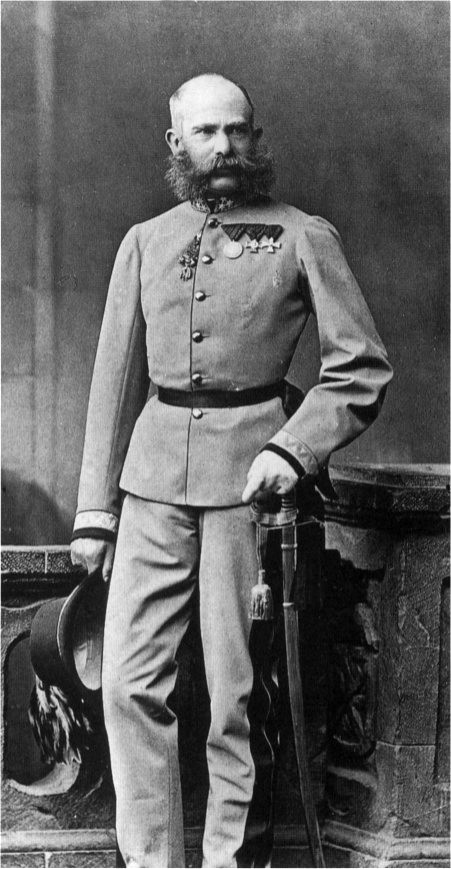
Francesco Giuseppe con l'uniforme dei kaiserjäger in una fotografia del 1879

Durante gli anni '70 dell'Ottocento, l'Austria-Ungheria fu impegnata a livello internazionale in diverse alleanze, quali il Dreikaiserbund, l'Alleanza dei tre imperatori che vedeva coinvolti l'Impero tedesco di Otto von Bismarck, il cancelliere tedesco; l'Impero russo nel 1873; il secondo accordo diplomatico internazionale fu la Duplice alleanza: l'Impero Duplice Tedesco nel 1879, divenuta poi nel 1882 Triplice alleanza con l'adesione anche del Regno d'Italia. In quello stesso anno, a Trieste, Francesco Giuseppe fu protagonista di un fallito attentato alla sua persona, ordito da frange irredentiste italiane.
Nel 1878 all'Austria-Ungheria fu affidata l'amministrazione fiduciaria anche della Bosnia-Erzegovina, secondo quanto previsto dal Congresso di Berlino di quello stesso anno.
La decisione austro-ungarica contribuì sostanzialmente all'allontanamento sempre più marcato della Russia e dell'Italia dalle politiche dell'impero: anche se alleato, infatti, il regno d'Italia non venne informato delle decisioni riguardanti la Bosnia-Erzegovina, fatto che avrebbe poi fornito al regno d'Italia un appiglio diplomatico a cui aggrapparsi per denunciare proprio la Triplice Alleanza al momento dello scoppio della prima guerra mondiale. Fino alla fine dell'Ottocento si susseguirono alcune riforme federalistiche all'interno dell'impero: quella di Hohenwart del 1870, di Taaffe del 1879, fino ai ritorni del centralismo assolutista. Nel 1907 si tornò di nuovo a una riforma federale; fu concesso il suffragio universale, ma era probabilmente troppo tardi per alleviare le rivalità interne che ormai dilaniavano l'Impero.
L'imperatore, che solitamente era piuttosto critico nei confronti dei politici che componevano i vari governi che si trovò a dover approvare, ebbe un ottimo rapporto col primo ministro Eduard Taaffe (in carica dal 1868 al 1870 e nuovamente dal 1879 al 1893) col quale andava d'accordo principalmente per il fatto che quest'ultimo aveva una fedeltà assoluta nei suoi confronti e promosse delle politiche di tipo conservatore che andavano esattamente nella linea d'intenzione del sovrano. In accordo con la politica voluta dall'imperatore, fu proprio Taaffe a varare delle leggi per il contenimento della crescita del pauperismo urbano col fine di arginare il più possibile l'ingresso di idee socialiste entro i confini dell'impero.
Nel 1898 l'imperatrice Elisabetta venne uccisa in Svizzera dall'anarchico italiano Luigi Lucheni per motivi ancora sconosciuti; Francesco Giuseppe I, serbò questo enorme peso e dolore per tutto il resto della sua vita senza mai riprendersi completamente.

### Gli ultimi anni: la prima guerra mondiale

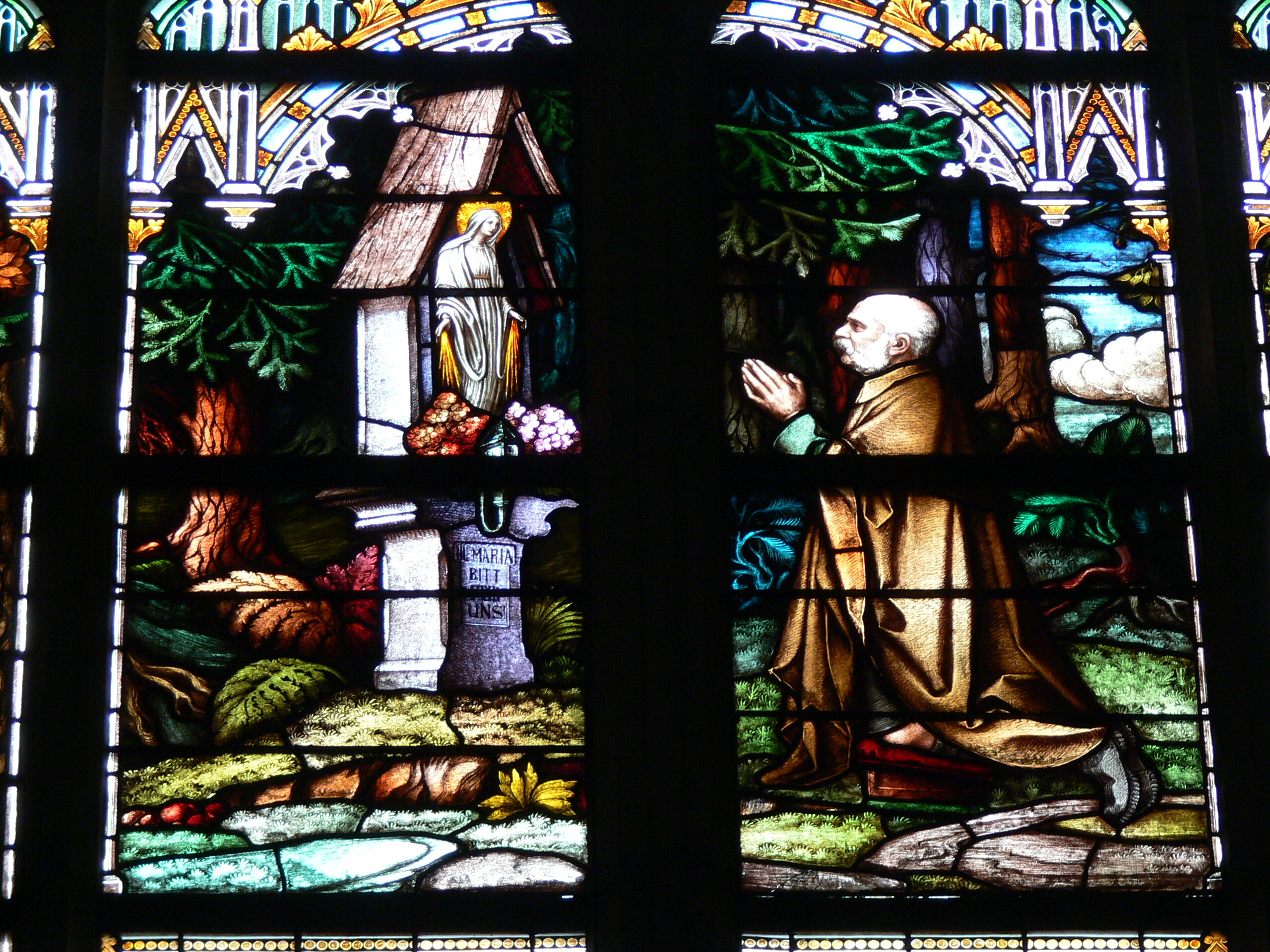
Vetrata nella Cattedrale di Linz: l'imperatore in preghiera dinanzi alla Madonna

Nonostante le difficoltà che l'Austria aveva dovuto attraversare tra la fine dell'Ottocento ed i primi del Novecento, l'immagine e la figura di Francesco Giuseppe I, poté restare di nuovo densa di un'aura patriarcale candida e immacolata, soprattutto grazie al controllo dei mezzi di informazione dell'epoca, che gli consentirono di ottenere ancora il rispetto e la fedeltà dei suoi sudditi.
Nel 1908, in occasione del 60º anniversario dell'ascesa al trono di Francesco Giuseppe, sulla Ringstrasse si tenne una grandiosa parata militare per celebrare il monarca. Alla Hofburg vennero quindi ricevuti tutti i monarchi e principi tedeschi capeggiati dall'imperatore Guglielmo II che scelsero di tributare il loro omaggio corale al vecchio kaiser. A queste celebrazioni non prese però parte ufficialmente l'Ungheria dal momento che per molti ungheresi Francesco Giuseppe era sovrano legittimo di quel trono solo dalla sua incoronazione nel 1867.
Per gli anni 1908, 1913 e 1914, Francesco Giuseppe personalmente si impegnò a candidare al Premio Nobel per la pace l'ungherese Ferenc Kemény, noto dirigente sportivo ed educatore, ma senza riuscire mai a fargli ottenere l'ambito premio.
Il 28 giugno 1914 venne assassinato anche l'erede al trono d'Austria Francesco Ferdinando nel corso di un attentato a Sarajevo, per mano dell'irredentista bosniaco Gavrilo Princip che faceva parte della banda Mlada Bosna, il quale colpì a morte anche la moglie dell'arciduca. Ancora oggi il fatto è considerato dai manuali come l'evento scatenante della prima guerra mondiale, ma per Francesco Giuseppe I d'Austria rappresentò solo l'ennesimo evento luttuoso che lo colpì in quei duri anni. In realtà, la reazione che l'Austria ebbe a seguito di questo attentato fu la naturale conseguenza di una situazione tesa anche all'interno dei confini dell'impero che si era protratta per troppo tempo negando i nazionalismi locali e tendendosi ancora di più dopo la morte del cancelliere tedesco Otto Bismarck, quando la Germania aveva manifestato una crescente aggressività nell'ambito della politica estera.
Pertanto l'Austria di Francesco Giuseppe I "si gettò a capofitto nell'aggressione" di Sarajevo (nell'attuale Bosnia-Erzegovina), con alle spalle solo l'appoggio tedesco, quasi ignorando le conseguenze di una serie di azioni concatenate che lo scoppio di questa guerra avrebbe potuto portare, coinvolgendo non solo l'area dei Balcani ma tutto il resto dell'Europa.

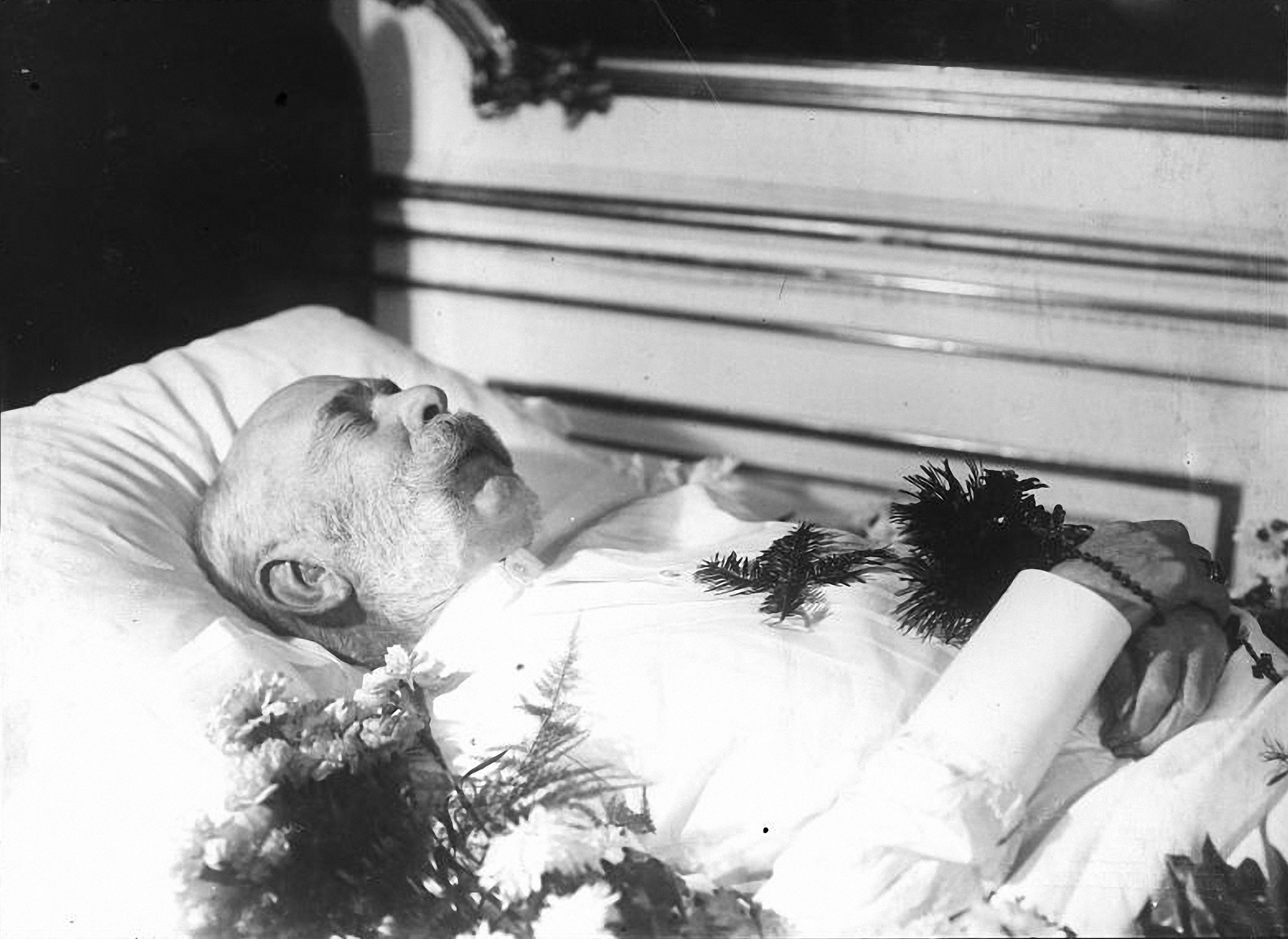
Francesco Giuseppe sul letto di morte

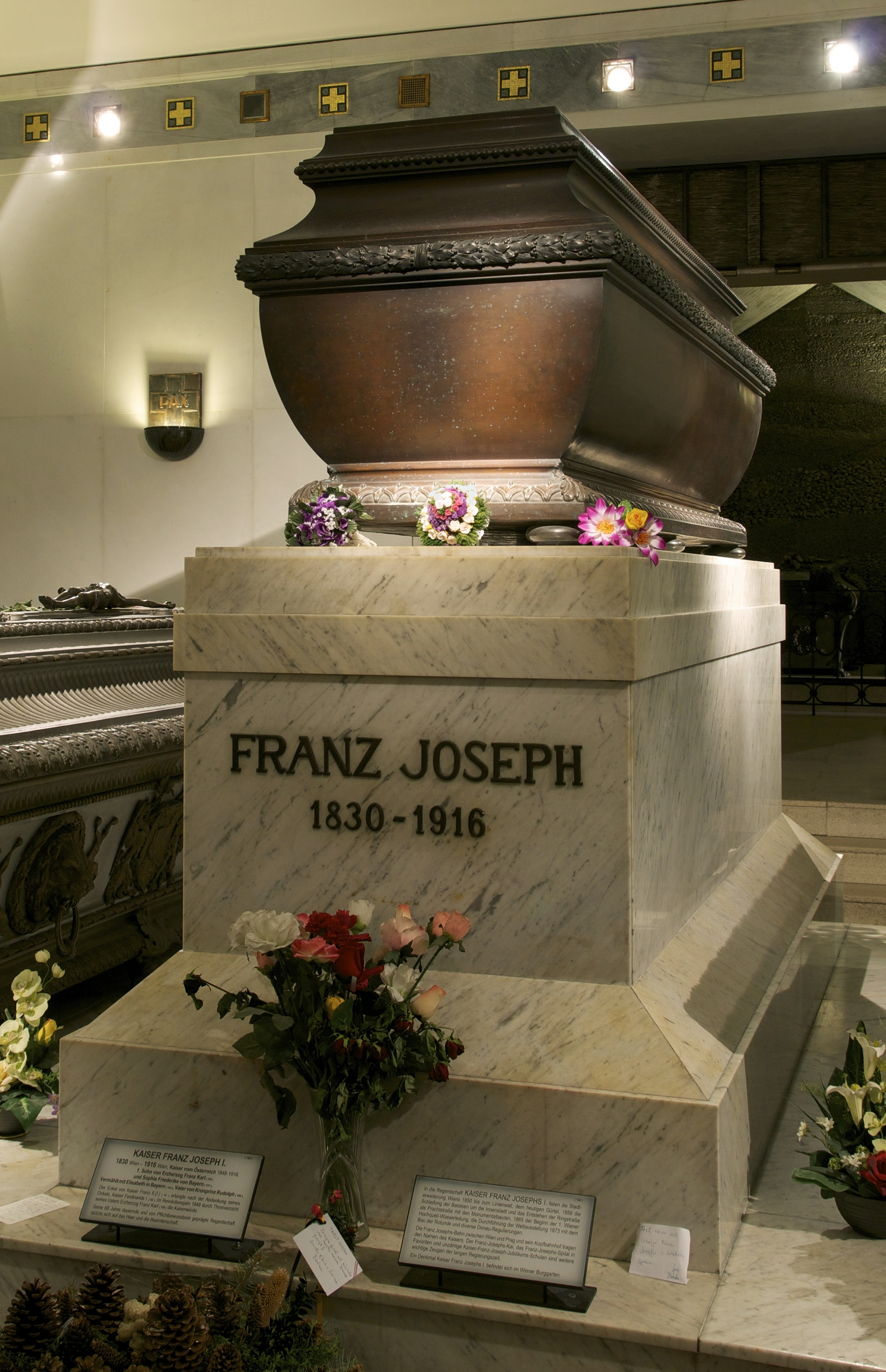
La tomba di Francesco Giuseppe nella Kapuzinergruft di Vienna

Con l'umiliante ultimatum inviato a Belgrado, Vienna fece scattare una serie di automatismi che si erano mantenuti delicatamente stabili negli anni e che erano frutti di decenni di alleanze e controalleanze che si erano sviluppate con la diplomazia internazionale: l'allarme russo generale; seguito dall'ultimatum inflitto alla Russia al fine di sospendere la mobilitazione militare, poi rifiutato e la conseguente messa in atto del Piano Schlieffen, nonché lo scoppio del conflitto senza sosta, finché tutte le maggiori potenze europee non si ritrovarono coinvolge nella guerra.

Francesco Giuseppe I d'Austria, stanco e ormai anziano, sarebbe stato restio in un primo tempo a firmare l'atto di guerra verso la Serbia, ma per sua stessa ammissione non ebbe scelta, sia a causa delle forti pressioni provenienti dall'esercito austriaco e sia dalla diplomazia, la quale sosteneva la necessità di un intervento armato per la risoluzione definitiva di molte questioni lasciate insolute; secondo l'aneddotica, il vecchio sovrano austriaco firmò, ammonendo i presenti con la celebre frase: 

### La morte
L'Imperatore Francesco Giuseppe I morì nel palazzo di Schönbrunn a Vienna, in Austria, dove da alcuni anni viveva stabilmente; fu la sera del 21 novembre 1916, all'avanzata età di 86 anni e dopo 68 anni di regno. La causa fu una polmonite contratta qualche tempo prima mentre era a passeggio con re Ludovico III di Baviera nei giardini del palazzo, malattia che andò peggiorando col passare dei giorni e finendo per intaccare il suo polmone destro che era già stato compromesso da un'analoga influenza risalente al 1908 che però l'archiatra di corte, il dottore Edmund von Neusser, aveva a suo tempo curato con una toracocentesi. Dopo alcuni giorni dalla morte, la salma dell'anziano imperatore venne traslata dal castello di Schönbrunn al palazzo imperiale di Hofburg, dove il defunto venne imbalsamato secondo la tradizione agli imperatori della casa d'Asburgo; per l'occasione venne utilizzata una tecnica di nuova concezione che anziché preservare il corpo finì per deformarlo, motivo per cui non fu alla fine esposto al pubblico come era stato programmato.
I funerali di Francesco Giuseppe I d'Austria si svolsero ufficialmente il 30 novembre 1916 successivo con una processione lungo la Ringstrasse, fredda e completamente coperta di neve. In testa vi erano due palafrenieri con fiaccole, seguiti da uno squadrone di cavalleria e da una lunga fila di berline nere, trainate da cavalli con a bordo i più alti funzionari dello Stato Asburgico. Seguiva il feretro Carlo I d'Austria in divisa con la moglie Zita di Parma e di Borbone, coperta di veli neri insieme con il giovane figlio Otto, principe. Il carro funebre era drappeggiato di nero come la bara, ed era trainato da otto cavalli neri. Di fianco al carro, a destra, cavalcava il gran maestro delle scuderie, il conte Pallfy e ai due lati, vi erano ancora paggi con fiaccole ardenti e venti guardie. Dietro al carro funebre vi era un reparto di arcieri e uno della guardia ungherese a cavallo, poi una compagnia di fanteria e infine uno squadrone di cavalleria. La processione si concluse alla Cripta Imperiale dove, dopo la tradizionale cerimonia riservata agli imperatori d'Austria, Francesco Giuseppe venne sepolto accanto alla moglie, al figlio Rodolfo ed ai suoi antenati.
A Francesco Giuseppe I d'Austria successe quindi come imperatore il giovane pronipote Carlo I d'Austria, il quale cercò inutilmente di risolvere i gravissimi conflitti interni ed esterni all'Austria e di riportare la pace entro i confini dell'impero. Carlo era un fervente cattolico e fu l'unico dei sovrani in conflitto che si spese apertamente per la riappacificazione, in un'epoca dominata dall'ideologia assoluta della "vittoria a ogni costo". Carlo I morì poi nel 1922 a Madeira, in Portogallo, dove aveva preso residenza in esilio dopo la caduta della monarchia nel 1919.

## Politica

### Politica interna

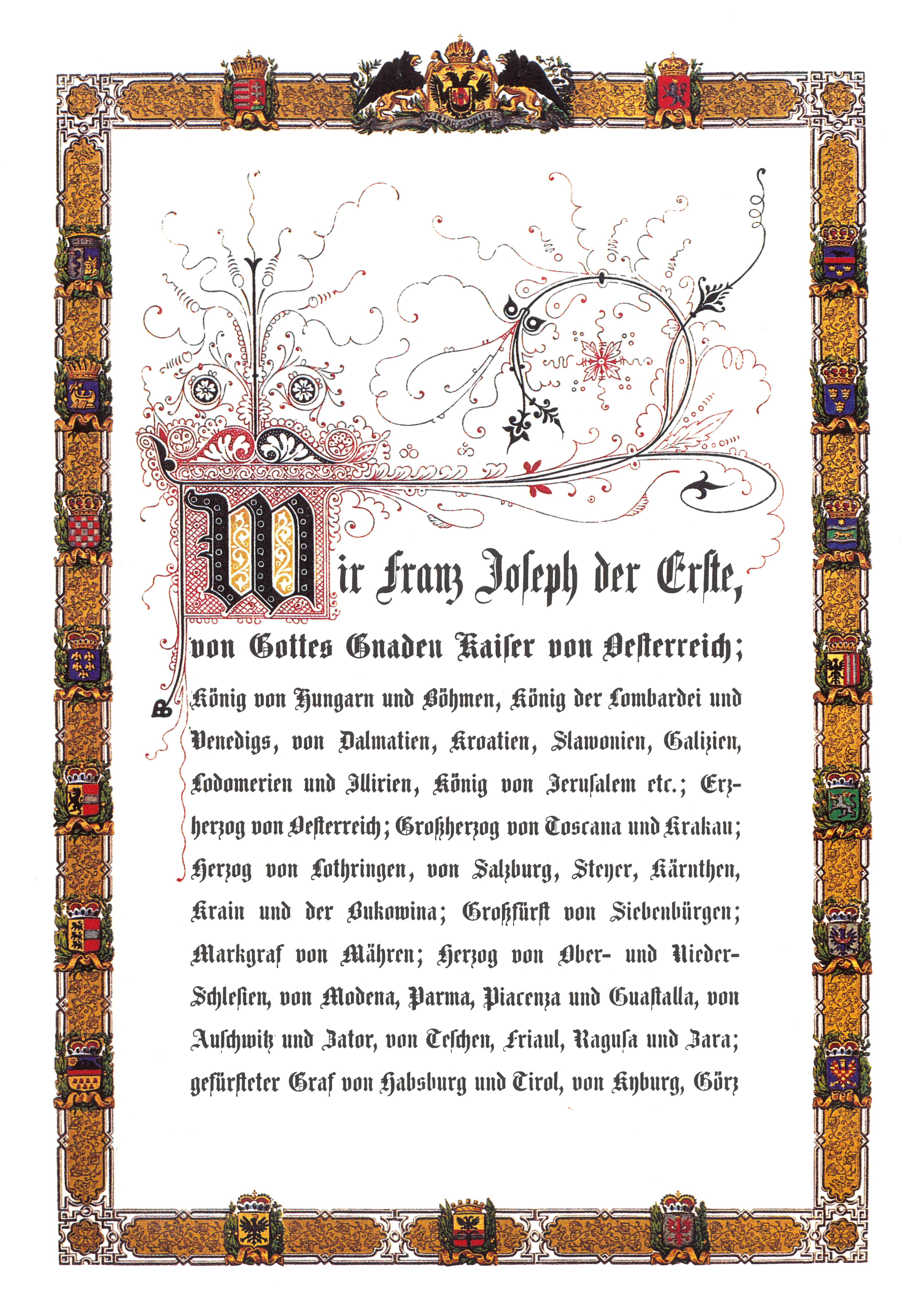
Frontespizio della Patente di febbraio, la costituzione concessa da Francesco Giuseppe nel 1861

In politica interna, il primo atto di Francesco Giuseppe I al trono austriaco fu l'adozione della costituzione, adottata nel marzo del 1849 dopo le tensioni rivoluzionarie dell'anno precedente. Malgrado tutto, questa costituzione imposta, non venne mai pienamente messa in pratica e rimase in gran parte una pura formalità sino al 31 dicembre 1851 quando con il Brevetto di Capodanno venne definitivamente abolita. Le rivolte rivoluzionarie erano ormai sedate e Francesco Giuseppe I d'Austria poté a questo punto governare in maniera assolutista e centralizzata.
Furono però le sconfitte del 1859 nelle battaglie di Magenta e Solferino a invocare nuove riforme costituzionali: Francesco Giuseppe I, con il Diploma di ottobre del 1860 e poi con i documenti del 1861, tornò sui suoi passi e ripristinò le condizioni costituzionali del 1849. Francesco Giuseppe I proclamò con tale atto la Patente di febbraio, sottoscritta dal delegato liberale Anton von Schmerling, che di fatto fu una nuova costituzione per l'impero.
La sconfitta nella guerra austro-prussiana del 1866 portò a ulteriori concessioni a favore dell'aristocrazia in cambio di una resistenza passiva nello scontro. Dopo difficili negoziati si giunse al compromesso per la fondazione dell'Impero austro-ungarico che proclamava la formale separazione tra le due entità dello Stato. A tale scopo, l'8 giugno 1867 Francesco Giuseppe I d'Austria venne incoronato a Budapest, re apostolico d'Ungheria, proclamandone anche una costituzione separata da quella austriaca. La moglie consorte di Francesco Giuseppe I, Elisabetta I, Sissi, del resto, aveva largamente influito su questa scelta, essendo lei una delle principali sostenitrici del fascino culturale ungherese.

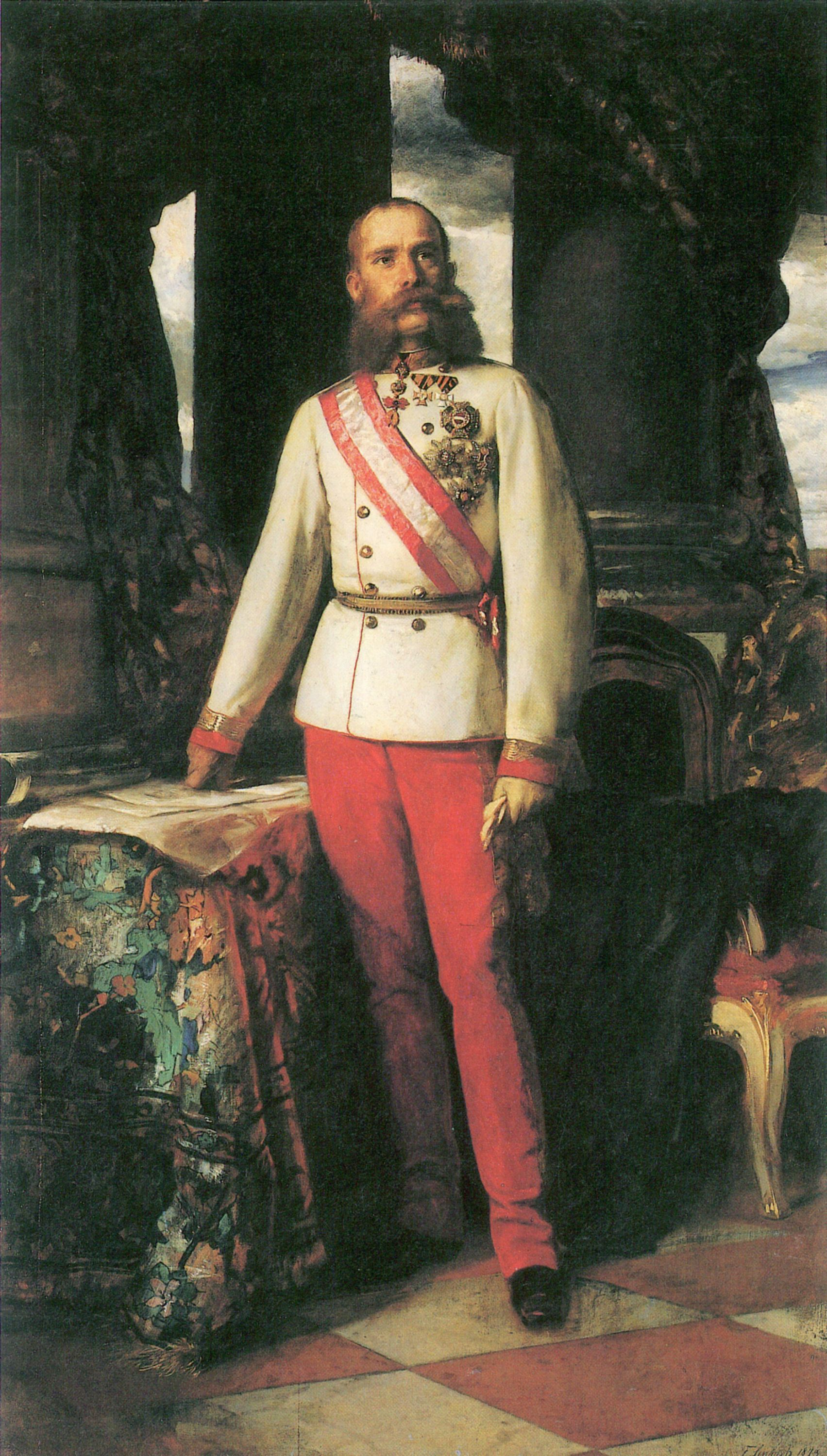
Ritratto di Francesco Giuseppe nel 1873

In quello stesso anno 1867, l'imperatore Francesco Giuseppe I d'Austria fu costretto, suo malgrado, a istituire il Reichsrat, il primo parlamento austriaco che venne edificato sulla Ringstraße di Vienna. L'opposizione sommaria che Francesco Giuseppe I fece a ogni sorta di costituzione o di limitazione del proprio potere, fu in gran parte una delle cause che portarono all'aspirazione d'indipendenza, da parte dei popoli dello stesso regno che fu condotto al suo finale epilogo.

### Politica estera

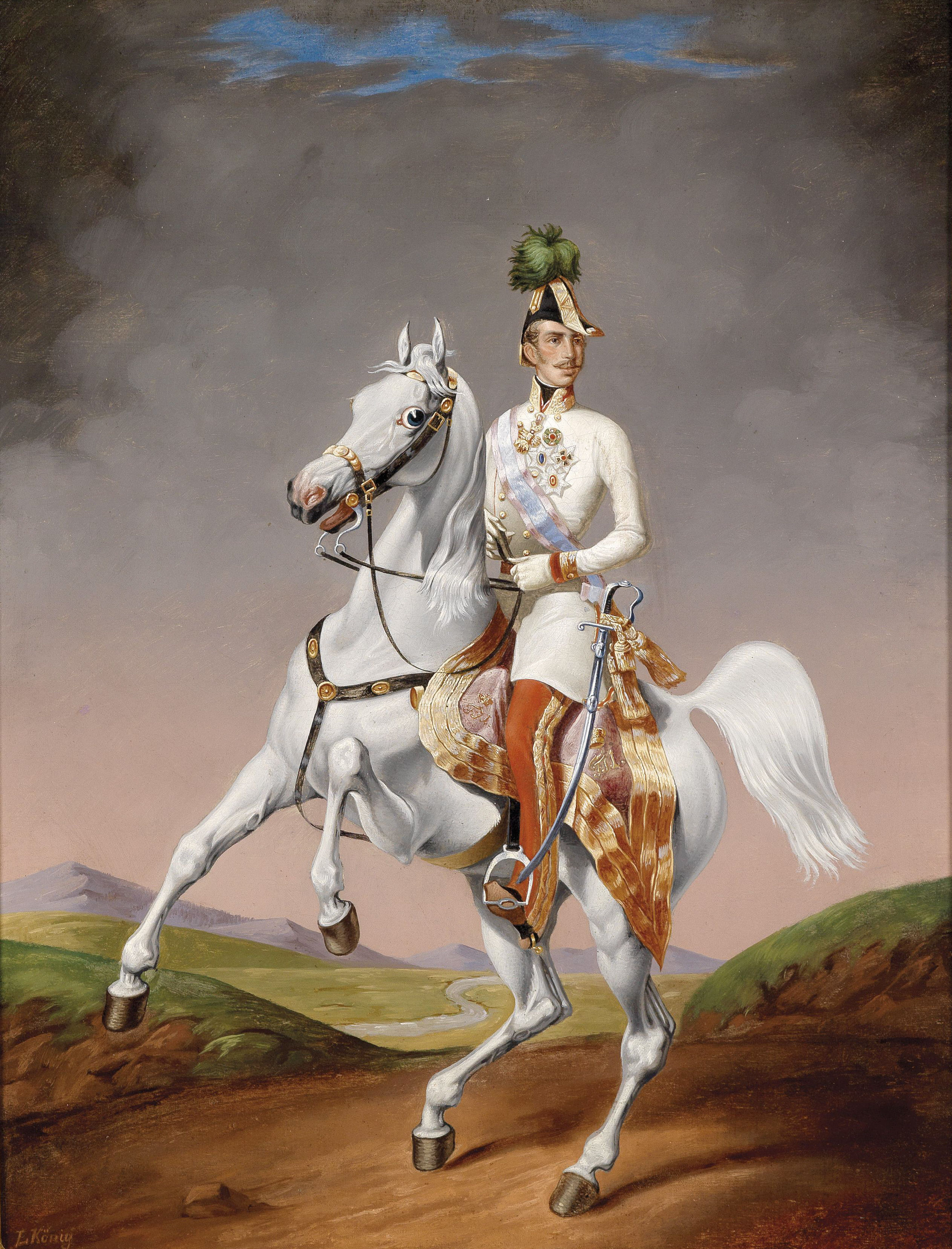
Ritratto di Francesco Giuseppe a cavallo durante le guerre risorgimentali

In politica estera Francesco Giuseppe I vinse innumerevoli battaglie in ambito militare, ma perse tutte le guerre. Già all'epoca del giovane imperatore era ormai chiaro che l'Austria dovesse tendere a espandersi verso Est, in quanto a Ovest stavano nascendo Stati molto forti che avrebbero impedito un potente ruolo dell'impero. La rottura con la Germania e l'esclusione di Francesco Giuseppe I d'Austria dalla reggenza della Confederazione tedesca lo portarono quindi a orientarsi versi i territori dei Balcani che presentavano, però, in molti casi, culture totalmente diverse, da quella austriaca.
La prima problematica nell'espansione verso Est fu l'incontro-scontro con la Russia, ma proprio nell'ambito della rivoluzione ungherese del 1848, si raggiunsero i giusti mezzi verso la concordia: la Russia si offrì anche per il proprio interesse, di aiutare l'Austria a reprimere le rivolte in Ungheria. Fu però l'Impero russo a rimanere deluso, quando l'Austria si dichiarò neutrale nella guerra di Crimea del 1854, giungendo a scontrarsi con essa, per i medesimi interessi, nei Balcani.
La seconda guerra d'indipendenza italiana contro la Francia di Napoleone III e il Regno di Sardegna dei Savoia, si rivelò una totale sconfitta, per la mancata pianificazione degli scontri. Nella guerra d'indipendenza del 1866, l'Austria perse anche il Veneto, a favore del nuovo Regno d'Italia, per il supporto che la Prussia concesse all'Italia contro l'impero con cui lei stessa era in lotta per la supremazia sulla confederazione germanica.
Sebbene sconfitta nella battaglia terrestre di Sadowa, l'Austria non mancò, in quel caso, di eccellere negli scontri, come nella battaglia di Lissa, singolare episodio, considerato un unicum per la storia di quel periodo. Dopo decenni di insuccessi, il Congresso di Berlino del 1878 fu per l'Austria-Ungheria una boccata d'ossigeno, in quanto l'impero ricevette il mandato di occupare le due province ottomane di Bosnia ed Erzegovina, da lei stessa amministrate. Formalmente, le due regioni si trovavano a essere parte dell'Impero ottomano, ma de facto esse rappresentavano un pieno dominio austriaco e una sempre maggiore espansione verso l'Est.

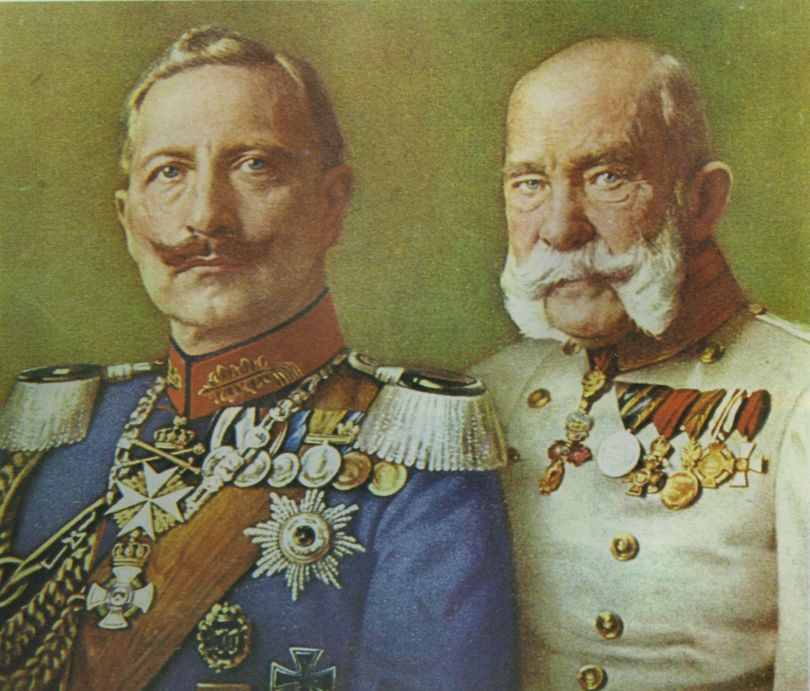
Guglielmo II e Francesco Giuseppe in un dipinto d'epoca a simboleggiare la rinnovata alleanza tra i due imperi

Dopo il 1879, l'Austria iniziò una politica di avvicinamento con il nascente Impero tedesco, sotterrando i conflitti del passato e accettando il nuovo status dei fatti, l'Alleanza comprese anche l'Italia e fu conosciuta con il nome di Triplice alleanza.
Nel 1903 Francesco Giuseppe I utilizzò per l'ultima volta il suo diritto di veto al conclave contro il cardinale Mariano Rampolla del Tindaro, impedendogli di essere prescelto al soglio pontificio. Tale motivazione era dettata dalle amicizie francofile di cui il cardinale disponeva. Tale secolare privilegio, scarsamente utilizzato nel corso dei secoli, ma molto pericoloso se sfruttato accuratamente, venne abolito definitivamente dal nuovo pontefice eletto, il patriarca veneziano Giuseppe Melchiorre Sarto, papa Pio X.
A seguito della crisi bosniaca del 1908, Francesco Giuseppe decise autonomamente di annettere all'impero le province di Bosnia ed Erzegovina, fatto che spalancò le porte ad un nuovo periodo di crisi dal momento che tale decisione non aveva ricevuto prima l'approvazione da parte delle altre potenze d'Europa.
I conflitti militari già in atto, uniti agli interessi nei Balcani e alle alleanze che portarono a veri e propri automatismi politici nel 1914, provocarono inevitabilmente lo scoppio della Grande Guerra. Nell'ambito di tali scontri, l'imperatore austriaco Francesco Giuseppe I, ormai ottantaquattrenne, si espresse in una lettera, datata 2 luglio 1914 e indirizzata ai suoi capi militari: «La Serbia è il punto nodale della politica pan-slava e come tale essa deve essere eliminata come fattore di potere politico nei Balcani […] Gli sforzi del mio governo devono essere indirizzati in futuro all'isolamento e alla riduzione della Serbia a provincia». Fu Francesco Giuseppe I in persona ad approvare l'ultimatum alla Serbia, dopo l'uccisione dell'arciduca Francesco Ferdinando, erede designato, ma assassinato.
L'inizio delle ostilità fu concordato con Guglielmo II, il "Kaiser" tedesco, ma il regno d'Italia, sebbene compreso nella Triplice, non venne mai informato di nulla e fu a conoscenza dell'ultimatum e del suo contenuto, solo al momento della sua formalizzazione. A fronte dell'atteggiamento tenuto dai suoi alleati, quindi, l'Italia si dichiarò neutrale, pur mantenendo aperte alcune rivendicazioni territoriali nei confronti dell'Austria che molti nella penisola chiedevano a gran voce di risolvere: Trentino, Trieste e il Litorale.
Fu così che dal 1915 il Regno d'Italia entrò a far parte della Triplice intesa, ottenendo come premio per la vittoria contro i nemici i territori pretesi. Ormai stanco ed anziano, Francesco Giuseppe I si spense a Vienna nel 1916, quando la guerra non era ancora terminata. Nel 1917 entrarono nelle schiere dell'Intesa anche gli Stati Uniti, ma la Russia abbandonò, a causa di una rivoluzione interna, la rivoluzione d'Ottobre. L'anno successivo si pose fine alla prima guerra mondiale e l'Impero austro-ungarico si dissolse nel 1918.

## La cultura e le arti all'epoca di Francesco Giuseppe

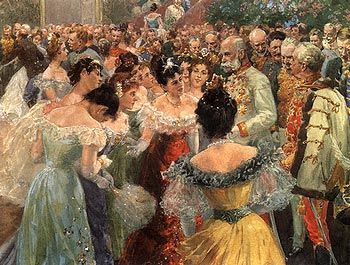
Francesco Giuseppe a un ballo di corte

Il boom economico dell'economia danubiana del XIX secolo è stato spesso associato alla figura di Francesco Giuseppe I. Egli fu in grado di dare un nuovo volto all'Austria ed in particolare alla sua capitale, Vienna, in continuità con le tradizioni del passato eppure profondamente diverso.
Sebbene non amasse interessarsi di architettura, Francesco Giuseppe fu per certi versi un fine urbanista col desiderio di esprimere l'immagine di una nuova capitale, affascinato dall'essere l'homo faber del suo impero partendo proprio da una nuova Vienna che esprimesse la rinascita dell'Austria intera sotto il suo governo. Dopo la demolizione delle mura medievali, infatti, per ordine dell'imperatore Vienna venne completamente riqualificata, in particolare con la creazione della Ringstraße, un grande anello stradale di congiunzione che si staglia ancora oggi attorno al centro storico. Attorno a quest'area si svilupparono quartieri raffinati, con edifici pubblici e case private realizzati secondo lo stile Biedermeier e della seconda metà dell'Ottocento; questo progetto comprese anche la realizzazione di grandi boulevard dove gli spazi per le carrozze erano suddivisi per la prima volta dai marciapiedi e dalle aree dedicate al passeggio, sul modello delle grandi capitali europee. Tra gli edifici di maggior impatto costruiti in questo periodo a Vienna si ricorda il teatro dell'Opera di Stato di Vienna, su progetto dell'architetto Eduard van der Nüll, edificio che venne inaugurato nel 1869 alla presenza dell'imperatore e della consorte, oltre al complesso residenziale di Heinrichshof (andato distrutto nel corso della seconda guerra mondiale). L'imperatore, ad ogni modo, avversò anche in questo campo ogni forma di modernismo: si pensi che dal 1910 decise di non utilizzare più l'ingresso principale della reggia di Hofburg verso la Michaelerplatz a causa della costruzione di un nuovo edificio proprio di fronte ad esso, la Looshaus, realizzata su progetto dall'architetto Adolf Loos, progetto che l'imperatore considerava una "cosa orribile".
Sempre in campo architettonico, Francesco Giuseppe I propose il ritorno ad un'Austria profondamente cattolica, promuovendo la costruzione e il restauro di importanti edifici di culto.
Le arti visive furono viste esclusivamente come un modo per celebrare la monarchia, la corte, l'aristocrazia e la ricca borghesia, secondo uno stile formale e aulico che si ispirava alle correnti del neoclassico e del neo romantico; in risposta a queste convenzioni accademiche, nacque tra gli altri il movimento della Secessione viennese, guidato dal pittore austriaco Gustav Klimt.
Sotto il suo regno, la cultura intellettuale fiorì prevalentemente dopo la fondazione dell'impero austro-ungarico, per quanto il monarca, a differenza della moglie e del figlio Rodolfo, non prese mai parte attiva alla vita intellettuale del paese, rimanendovi perlopiù estraneo. Aprì per contro nuove università, come la Franz-Josephs-Universität Czernowitz, istituita nella città della Bucovina, nel 1875, col fine ultimo di diffondere la cultura austriaca anche nelle zone dell'impero più lontane dalla capitale.

## La figura dell'Imperatore

### Figura sociale e storica

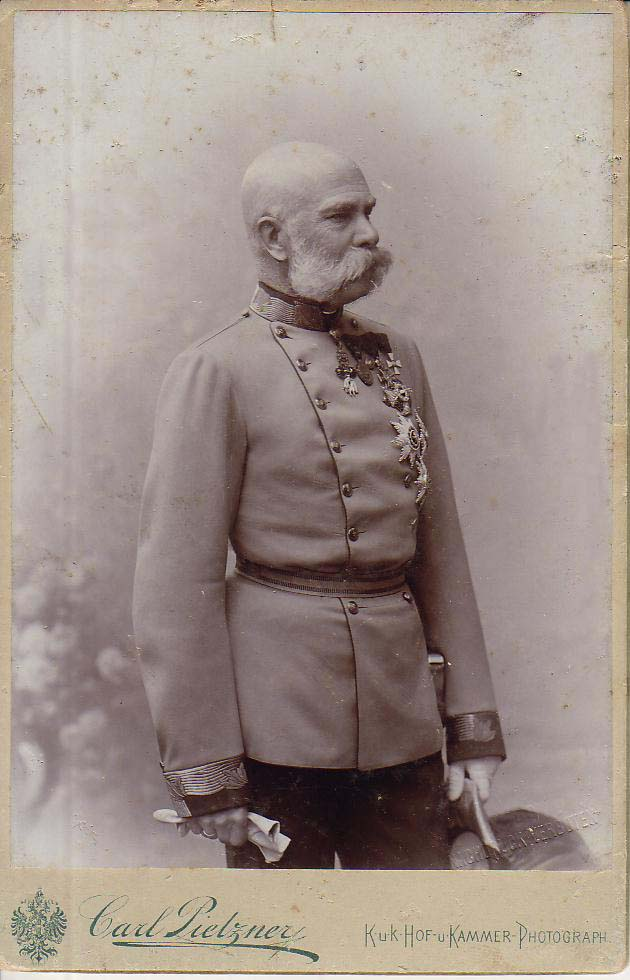
Francesco Giuseppe in una fotografia del 1885

A livello storiografico, la figura di Francesco Giuseppe I d'Austria è ancora oggi fortemente dibattuta; da un lato alcuni studiosi considerano il suo lungo regno come un periodo di progresso e di crescita per la nazione austriaca, mentre altra storiografia di orientamento più liberale (in particolare dopo gli episodi del 1859 in Italia), lo condannò politicamente già in vita definendolo un tiranno.
Come ebbe a dire lo scrittore Franz Werfel, nella piramide sociale della monarchia asburgica l'imperatore era posto al vertice quasi a livello religioso: "Il funzionario più alto era Dio. Ma Dio era un'autorità invisibile alla quale si poteva giungere soltanto per via indiretta [...]. Dio non indossava un'uniforme civile o militare [...] Sua Maestà a Vienna era colui che veniva dopo [Dio], indossava un'uniforme da generale con foglie di quercia sul colletto per distinguerlo dagli altri generali. Dall'imperatore in poi la scala sociale era solo una discesa...".
A livello politico, l'imperatore ebbe sempre un atteggiamento altalenante nei confronti di alcuni avvenimenti di grande peso come ad esempio la rivoluzione del 1848 ed i compromessi che ne derivarono. La storiografia italiana, in particolare, avversò la figura dell'imperatore austriaco, perché vedeva il Regno Lombardo-Veneto come l'espressione più bieca del dominio asburgico in terra straniera, basato su violenze e soprusi come mai visto prima di allora: lo stesso Manzoni, ne I Promessi Sposi, ne fa velatamente accenno, pur scegliendo di ambientare la vicende in un'altra epoca storica, superando così gli ostacoli della rigidissima censura che proprio l'imperatore aveva imposto a Milano. Questa idea così negativa non abbandonò mai gli storici dell'epoca, nemmeno quando il regno d'Italia fu alleato all'Austria, nella Triplice Alleanza, fatto che fu motivo di pesante imbarazzo per re Umberto I di Savoia.
Dopo ogni battaglia militare o crisi politica, il governo di Francesco Giuseppe I d'Austria era spesso caratterizzato da molte concessioni rivolte ai liberali, le quali poi venivano subito annullate non appena la situazione iniziava a stabilizzarsi; alcuni esempi furono la costituzione del 1849, abolita nel 1851 con la Patente di San Silvestro; le sconfitte militari del 1859 portarono alla concessione dei diritti costituzionali del 1860; alcune concessioni vennero fatte per l'Ausgleich austro-tedesco nel 1866, in seguito alla sconfitta contro la Prussia; i primi sintomi della disgregazione dell'impero che si avvertirono nel 1906, portarono alla concessione del suffragio universale maschile.
Dalla fine degli anni '80 dell'Ottocento si andò costruendo in Austria l'immagine dell'Alte Herr (il "vecchio gentiluomo") come caratteristica affiliata al vecchio monarca, il quale divenne sempre più simbolo vivente e vero collante della monarchia duale. Il ritratto dell'imperatore, già onnipresente nei luoghi pubblici, iniziò a divenire oggetto quasi di culto popolare come ben dimostrato dai giubilei di regno organizzati nel 1898 e nel 1908. Tuttavia, questa innegabile popolarità dell'imperatore sottolineava nel contempo anche la fragilità dello stato austro-ungarico, il cui principale fattore principale di unità era rappresentato dal legame dinastico con il suo imperatore.
La celebrazione della figura dell'imperatore riguardava indirettamente anche tutti i numerosi membri della famiglia imperiale austriaca: gli arciduchi contribuirono a diffondere ulteriormente la popolarità dell'imperatore come pater patriae e pater familiae. Con la loro presenza nei ranghi dell'esercito e con la loro presenza in diverse province, queste alte personalità contribuirono a mantenere legami tra le diverse aree dell'impero e la capitale dove risiedeva appunto l'imperatore, dal momento che i principi erano anche suoi funzionari e delegati.
Anche l'esercito era stretto attorno alla figura del sovrano, il quale era capo supremo di ogni operazione e che manifestava il suo amore per il mondo militare vestendo quotidianamente in uniforme. L'esercito rappresentava l'elemento più multietnico all'interno dell'impero, in quanto raccoglieva in un unico organismo persone provenienti da diverse parti dell'impero che avevano in comune due soli obbiettivi: la difesa dei confini dell'impero e quindi la fedeltà nei confronti di Francesco Giuseppe.

### La personalità

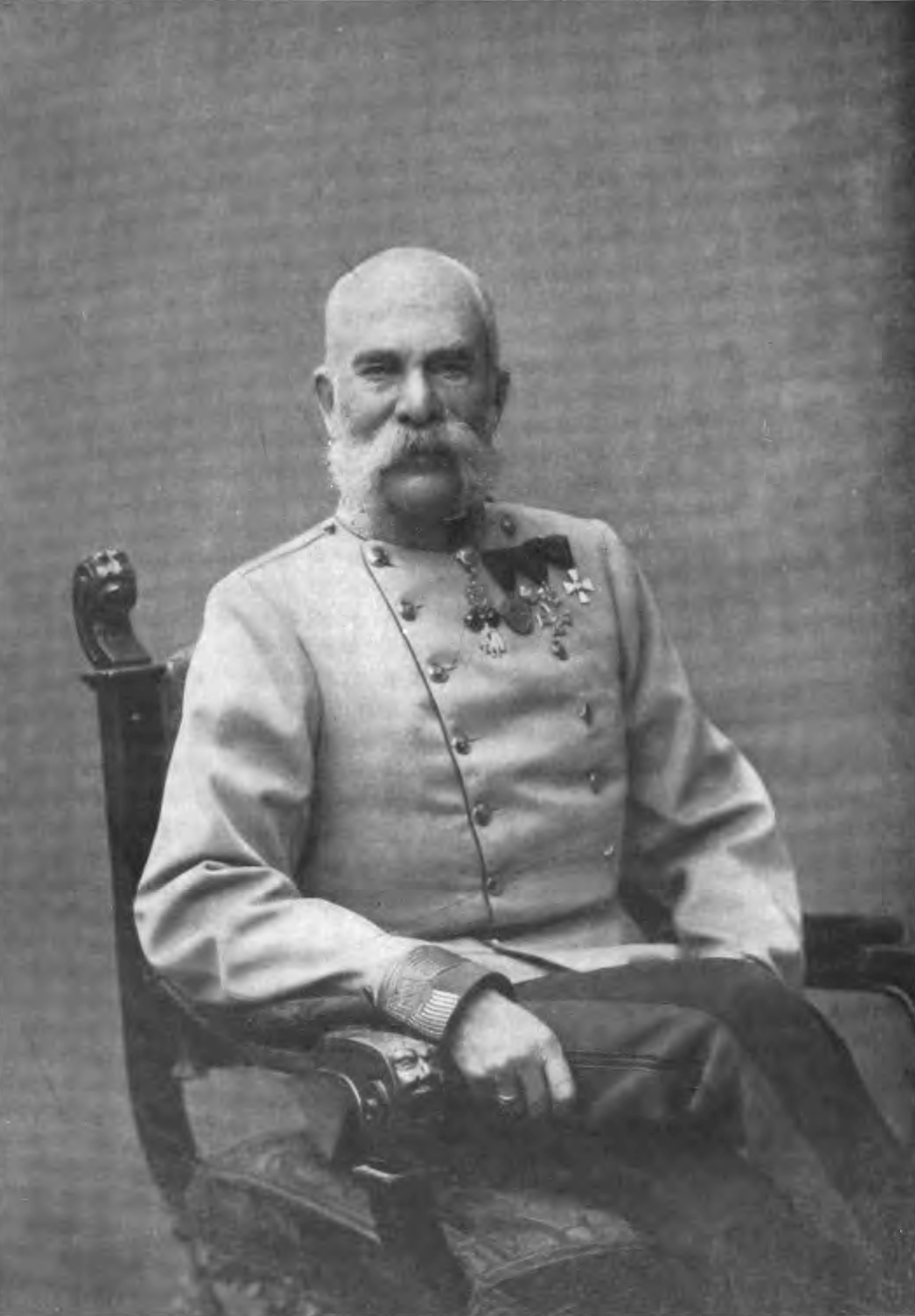
Francesco Giuseppe in una fotografia del 1914

Francesco Giuseppe I era cresciuto prevalentemente con la madre Sofia, arciduchessa d'Austria, donna di polso dalla quale apprese il vero modo di governare, pur non trascurando comunque i suoi interessi personali. L'imperatore austriaco amava infatti la caccia, l'arte militare e il ballo che praticava con regolarità, apprezzando, nello specifico, le musiche di Strauss e i valzer che diventarono un tratto distintivo del suo lungo periodo governo. Amò meno invece l'arte e la letteratura, definendosi non solo un pessimo lettore ma anche uno scarso patrono dei letterati.
Francesco Giuseppe I fu prevalentemente dedito al lavoro e agli affari di governo: era talmente assorto nel voler dirigere personalmente e autocraticamente l'amministrazione dello stato che sovente il pranzo gli veniva servito direttamente alla sua scrivania; riguardo alle pietanze, aveva gusti modesti e parchi, consumando solitamente un solo piatto di carne e verdura, unitamente a un bicchiere di birra bavarese e per cena, dello yogurt e pane integrale, anche questi consumati sul tavolo di lavoro che lasciava solo occasionalmente quando i ricevimenti e i pranzi di stato lo imponevano. La sontuosa vita di corte condotta dai suoi predecessori, fu pertanto ridimensionata e attenuata, almeno per quanto riguardava la figura dell'imperatore. Per tutta la sua vita fu un fumatore di sigari.
L'imperatore venne descritto dai contemporanei come un uomo tradizionalista e legato sempre al suo passato: di lui si raccontava che anche dopo la sua invenzione si rifiutò categoricamente di utilizzare il telefono, strumento che all'inizio del Novecento era ormai diventato uno strumento indispensabile per il lavoro delle cancellerie e degli uffici di Governo, al punto da non tollerarne nemmeno il suono. Non amava nemmeno le automobili, ma rimase al contrario sempre fedele alle carrozze e ai cavalli. Salì a bordo di un veicolo a motore una volta sola, in presenza del re d'Inghilterra che era suo ospite. Allo stesso modo Francesco Giuseppe non accettò mai di installare a corte un bagno con acqua calda corrente, dal momento che personalmente era ancora legato al bagno in tinozza. Fece un'eccezione per il telegrafo che, assieme al treno, era tra le poche invenzioni di cui faceva invece largo uso.

### Rapporti col figlio Rodolfo

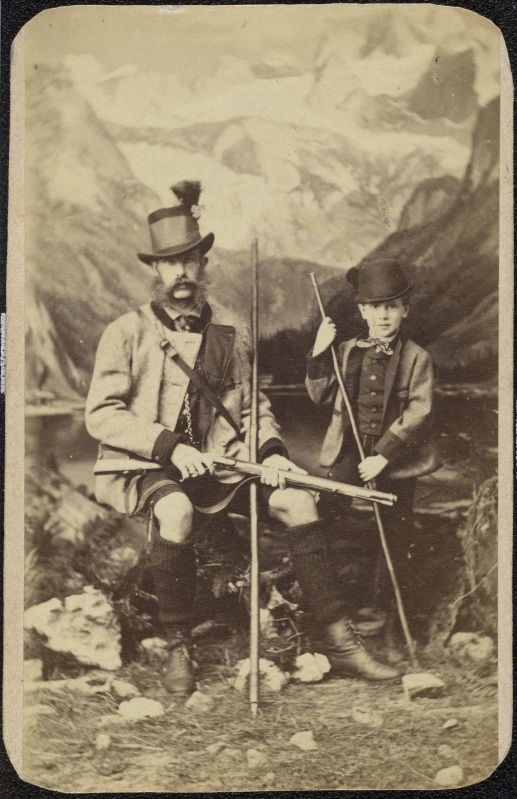
Francesco Giuseppe col figlio Rodolfo in tenuta da caccia in una fotografia degli anni '60 dell'Ottocento

I rapporti che Francesco Giuseppe ebbe con l'unico suo figlio maschio ed erede al trono, Rodolfo, non furono mai idilliaci. In quanto principe ereditario, l'imperatore voleva per il continuatore della casata un'educazione organizzata rigidamente sul duro modello militare che egli stesso aveva approvato, per fare di lui innanzitutto un valido uomo d'arme, per plasmarne il coraggio, imponendogli il suo stile e il suo conservatorismo. In realtà, le inclinazioni personali di Rodolfo propendevano in tutt'altra direzione: come la madre era uno spirito libero, amava la zoologia, l'ornitologia e la geologia, era molto sensibile e si distingueva per il suo spirito anticonformista, anti aristocratico, anticlericale e liberale. Riteneva che la monarchia fosse ormai cosa superata e con uno straordinario anticipo sui tempi in diverse occasioni disse che l'impero era ormai giunto al tramonto, cosa che suo padre non poteva sopportare di sentirsi dire. Nel pieno spirito della seconda metà dell'Ottocento, vagheggiò di vivere da bohémien, possibilmente in un regime repubblicano come quello della Francia.
Tutti questi fatti insieme non fecero altro che allontanare padre e figlio e non stupisce quindi che Francesco Giuseppe non gli affidò mai importanti mansioni di politica interna. Dovette tuttavia riconoscere in Rodolfo uno straordinario talento diplomatico e per questo, dopo una certa età, lo inviò in tutta Europa a compiere negoziati ed a rappresentare la monarchia asburgica.
Le continue tensioni nei rapporti col padre e l'assenza di questi nella vita di Rodolfo, furono una delle cause del "male di vivere" dell'erede al trono che, unitamente alla vita lontana dalla corte che conduceva la madre, non ebbe mai nei genitori un punto d'appoggio sicuro nella sua vita. Questa sofferenza condusse Rodolfo al suicidio nella tenuta di caccia di Mayerling nel 1889, fatto che ancora una volta sconvolse personalmente Francesco Giuseppe sia come padre, sia come imperatore che aveva perso il proprio erede al trono e sia come fervente cattolico, dato che il fatto fece all'epoca molto scalpore all'interno della cattolicissima Austria.

### Rapporti con Francesco Ferdinando

Francesco Giuseppe (in primo piano), seguito dall'arciduca Francesco Ferdinando e dagli altri alti funzionari di corte

L'arciduca Francesco Ferdinando d'Austria-Este, divenne erede presunto (Thronfolger) al trono dell'Austria-Ungheria nel 1896, dopo la morte di suo cugino Rodolfo nel 1889 e di suo padre Carlo Ludovico (nel 1896). Il rapporto tra Francesco Ferdinando e l'imperatore Francesco Giuseppe, ad ogni modo, furono altalenanti e a più riprese addirittura i contrasti divennero notevoli come quando il giovane principe ereditario annunciò la sua volontà di sposare la contessa Sophie Chotek von Chotkowa, unione alla quale Francesco Giuseppe aveva negato la propria benedizione dal momento che la nobildonna era di rango nobiliare decisamente inferiore all'arciduca.
Molti membri della famiglia imperiale scrissero personalmente all'imperatore pregandolo di voler accondiscendere al matrimonio tra i due, ma Francesco Giuseppe pareva irremovibile sull'argomento. Si decise infine nel 1900, ma impose che il matrimonio fosse riconosciuto come unione morganatica e che pertanto i figli che ne sarebbero derivati non sarebbero stati ammessi come eredi al trono imperiale. La coppia si sposò dunque il 1º luglio 1900 a Reichstadt. L'imperatore non prese parte alla cerimonia e nemmeno gli altri arciduchi della famiglia imperiale. Dopo questo fatto, ad ogni modo, i rapporti tra i due rimasero profondamente tesi. Lo stesso attendente personale dell'imperatore riportò nel suo diario che:
 "nelle discussioni tra i due vi erano sempre tuoni e fulmini."
A seguito dell'assassinio di Francesco Ferdinando e Sofia nel 1914, la figlia di Francesco Giuseppe, Maria Valeria, annotò nel proprio diario come l'imperatore fosse invece completamente diverso col nuovo erede al trono, il pronipote l'arciduca Carlo. La stessa Maria Valeria riportò nelle sue memorie che quando seppe della notizia dell'assassinio dell'erede al trono, Francesco Giuseppe le confidò: 
"Per me, è come sollevarmi da una grande preoccupazione."

## Ascendenza
|                                    |                                            |                                          | Genitori                                        |  |  | Nonni |  |  | Bisnonni              |  |  | Trisnonni             |  |
|                                    |                                            |                                          |                                                 |  |  |       |  |  | Leopoldo II d'Austria |  |  | Francesco I di Lorena |  |
|                                    |                                            |                                          |                                                 |  |  |       |  |  | Leopoldo II d'Austria |  |  | Francesco I di Lorena |  |
|                                    |                                            | Maria Teresa d'Austria                   |                                                 |  |  |       |  |  | Leopoldo II d'Austria |  |  |                       |  |
| Francesco I d'Austria              |                                            |                                          |                                                 |  |  |       |  |  | Leopoldo II d'Austria |  |  |                       |  |
|                                    |                                            | Maria Luisa di Spagna                    | Carlo III di Spagna                             |  |  |       |  |  |                       |  |  |                       |  |
|                                    |                                            | Maria Luisa di Spagna                    | Carlo III di Spagna                             |  |  |       |  |  |                       |  |  |                       |  |
|                                    |                                            | Maria Luisa di Spagna                    | Maria Amalia di Sassonia                        |  |  |       |  |  |                       |  |  |                       |  |
| Francesco Carlo d'Asburgo-Lorena   |                                            | Maria Luisa di Spagna                    |                                                 |  |  |       |  |  |                       |  |  |                       |  |
|                                    |                                            | Ferdinando IV di Napoli e III di Sicilia | Carlo III di Spagna                             |  |  |       |  |  |                       |  |  |                       |  |
|                                    |                                            | Ferdinando IV di Napoli e III di Sicilia | Carlo III di Spagna                             |  |  |       |  |  |                       |  |  |                       |  |
|                                    |                                            | Ferdinando IV di Napoli e III di Sicilia | Maria Amalia di Sassonia                        |  |  |       |  |  |                       |  |  |                       |  |
| Maria Teresa di Napoli e Sicilia   |                                            | Ferdinando IV di Napoli e III di Sicilia |                                                 |  |  |       |  |  |                       |  |  |                       |  |
|                                    |                                            | Maria Carolina d'Austria                 | Francesco I di Lorena                           |  |  |       |  |  |                       |  |  |                       |  |
|                                    |                                            | Maria Carolina d'Austria                 | Francesco I di Lorena                           |  |  |       |  |  |                       |  |  |                       |  |
|                                    |                                            | Maria Carolina d'Austria                 | Maria Teresa d'Austria                          |  |  |       |  |  |                       |  |  |                       |  |
| Francesco Giuseppe I d'Austria     |                                            | Maria Carolina d'Austria                 |                                                 |  |  |       |  |  |                       |  |  |                       |  |
|                                    | Federico Michele di Zweibrücken-Birkenfeld | Cristiano III del Palatinato-Zweibrücken |                                                 |  |  |       |  |  |                       |  |  |                       |  |
|                                    | Federico Michele di Zweibrücken-Birkenfeld | Cristiano III del Palatinato-Zweibrücken |                                                 |  |  |       |  |  |                       |  |  |                       |  |
|                                    | Federico Michele di Zweibrücken-Birkenfeld | Carolina di Nassau-Saarbrücken           |                                                 |  |  |       |  |  |                       |  |  |                       |  |
| Massimiliano I Giuseppe di Baviera | Federico Michele di Zweibrücken-Birkenfeld |                                          |                                                 |  |  |       |  |  |                       |  |  |                       |  |
|                                    |                                            | Maria Francesca di Sulzbach              | Giuseppe Carlo del Palatinato-Sulzbach          |  |  |       |  |  |                       |  |  |                       |  |
|                                    |                                            | Maria Francesca di Sulzbach              | Giuseppe Carlo del Palatinato-Sulzbach          |  |  |       |  |  |                       |  |  |                       |  |
|                                    |                                            | Maria Francesca di Sulzbach              | Elisabetta Augusta Sofia del Palatinato-Neuburg |  |  |       |  |  |                       |  |  |                       |  |
| Sofia di Baviera                   |                                            | Maria Francesca di Sulzbach              |                                                 |  |  |       |  |  |                       |  |  |                       |  |
|                                    |                                            | Carlo Luigi di Baden                     | Carlo Federico di Baden                         |  |  |       |  |  |                       |  |  |                       |  |
|                                    |                                            | Carlo Luigi di Baden                     | Carlo Federico di Baden                         |  |  |       |  |  |                       |  |  |                       |  |
|                                    |                                            | Carlo Luigi di Baden                     | Carolina Luisa d'Assia-Darmstadt                |  |  |       |  |  |                       |  |  |                       |  |
| Carolina di Baden                  |                                            | Carlo Luigi di Baden                     |                                                 |  |  |       |  |  |                       |  |  |                       |  |
|                                    |                                            | Amalia d'Assia-Darmstadt                 | Luigi IX d'Assia-Darmstadt                      |  |  |       |  |  |                       |  |  |                       |  |
|                                    |                                            | Amalia d'Assia-Darmstadt                 | Luigi IX d'Assia-Darmstadt                      |  |  |       |  |  |                       |  |  |                       |  |
|                                    |                                            | Amalia d'Assia-Darmstadt                 | Carolina del Palatinato-Zweibrücken-Birkenfeld  |  |  |       |  |  |                       |  |  |                       |  |
|                                    |                                            | Amalia d'Assia-Darmstadt                 |                                                 |  |  |       |  |  |                       |  |  |                       |  |

## Matrimonio, il rapporto con Sissi e gli amori

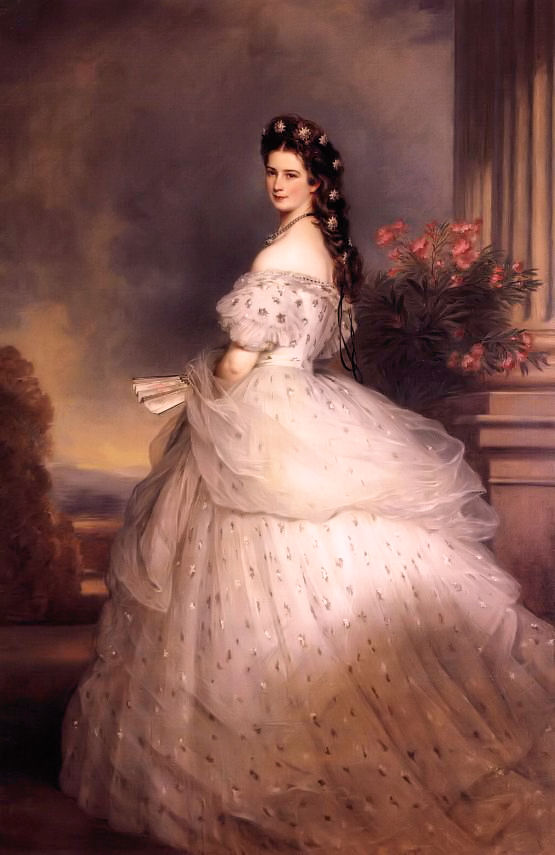
Elisabetta Sissi di Wittelsbach, moglie e cugina di Francesco Giuseppe

Nel 1854 l'imperatore Francesco Giuseppe I d'Austria sposò una sua cugina di primo grado, Elisabetta di Wittelsbach, figlia del duca Massimiliano Giuseppe in Baviera e della duchessa Ludovica di Baviera, sorella di sua madre Sofia, arciduchessa d'Austria. 
La coppia imperiale ebbe 4 figli:
- Arciduchessa Sofia d'Asburgo-Lorena (1855–1857);
- Arciduchessa Gisella d'Asburgo-Lorena (1856–1932), che sposò nel 1873 il principe Leopoldo di Baviera, figlio del principe reggente Luitpold di Baviera e dell'arciduchessa Augusta Ferdinanda d'Asburgo-Lorena;
- Arciduca Rodolfo d'Asburgo-Lorena (Vienna 21 agosto 1858 – Mayerling 30 gennaio 1889), che sposò nel 1881 la principessa Stefania del Belgio, figlia del re Leopoldo II del Belgio e dell'arciduchessa Maria Enrichetta d'Asburgo-Lorena;
- Arciduchessa Maria Valeria d'Asburgo-Lorena (1868–1924), che sposò nel 1890 l'arciduca Francesco Salvatore d'Asburgo-Toscana, che era figlio dell'arciduca Carlo Salvatore d'Asburgo-Toscana e della Principessa Maria Immacolata di Borbone-Due Sicilie.

Nel 1879 la coppia imperiale celebrò le proprie nozze d'argento con una sfilata lungo la Ringstrasse di Vienna.
Le cronache del tempo e una certa letteratura successiva, contribuirono a dipingere l'immagine di Francesco Giuseppe come innamorato sempre della consorte Sissi, per quanto in realtà i rapporti tra i due coniugi fossero molto più formali di quanto descritto e da idilliaci e romantici che erano all'inizio divennero sempre più flebili nel corso degli anni. L'imperatrice si era dimostrata da sempre profondamente intollerante nei confronti del rigido cerimoniale di corte austriaco ed anzi a partire dal 1860 fu sempre più spesso impegnata in lunghi viaggi all'estero e quindi assente da Vienna. L'imperatore, per contro, appariva sempre assorto negli affari di stato e si limitò a condurre semplicemente vita separata rispetto alla moglie. I due avevano avuto certamente molti punti di compatibilità, ma fondamentalmente avevano caratteri molto differenti che talvolta li rendevano inconciliabili. Elisabetta, che fu comunque una valida consigliera per Francesco Giuseppe in alcuni affari di stato ed in particolare si spese in prima persona per la questione ungherese: i suoi ottimi rapporti personali coi membri dell'alta aristocrazia locale, consentirono a Francesco Giuseppe di concludere felicemente il pressante compromesso per riappacificare l'Ungheria.
Quel che è certo è che dal 1875, Francesco Giuseppe iniziò una relazione con la giovane quindicenne Anna Nahowski, conosciuta nel corso di una passeggiata nei giardini del palazzo, la quale venne allontanata da corte solo nel 1885, si disse, a seguito di una sua presunta gravidanza dalla quale sarebbe poi nata la cantante Helene Berg. In realtà, dal 1883, Francesco Giuseppe aveva iniziato nel contempo una relazione anche con l'attrice austriaca Katharina Schratt, legame che durò sino alla morte dell'imperatore nel 1916; questa relazione adulterina dell'imperatore fu l'unica tollerata dalla consorte Sissi. Per poter avere Katharina vicina a sé, l'imperatore le acquistò un'enorme villa nei pressi del Castello di Schönbrunn, Villa Felicitas e, oltre a coprire i debiti di gioco che Katharina Schratt aveva contratto, le regalò anche numerosi gioielli e le dedicò moltissime attenzioni.

## Nulla mi è stato risparmiato su questa terra!
«Nulla mi è stato risparmiato su questa terra!»: così pare abbia detto Francesco Giuseppe I d'Austria, secondo l'aneddoto, quando gli venne annunciata la morte della moglie Elisabetta I. In effetti la vita dell'imperatore fu costellata di eventi negativi e luttuosi: la figlia primogenita di Francesco Giuseppe I, Sofia, morì a Budapest in Ungheria nel 1857, in seguito a una sua visita in loco coi genitori, mentre la figlia minore, Gisella, si ammalò anch'ella di polmonite; il fratello minore di Francesco Giuseppe, Massimiliano, dopo essere stato nominato imperatore del Messico, venne fucilato dagli insorti a Santiago de Querétaro, in Messico, nel 1867. Sua madre Sofia morì nel 1872, di polmonite, ma già dalla tragica morte del figlio Massimiliano era divenuta apatica e insofferente. 
Il figlio di Francesco Giuseppe I ed erede al trono, Rodolfo morì tragicamente, suicida, durante i cosiddetti terribili fatti di Mayerling, del 1889, insieme alla baronessina Maria Vetsera, amante che lui frequentava; la moglie Sissi fu assassinata a Ginevra in Svizzera dall'anarchico italiano Luigi Lucheni nel 1898; il nipote di Francesco Giuseppe I Francesco Ferdinando fu ucciso a Sarajevo dallo studente serbo-bosniaco Gavrilo Princip nel 1914, un feroce atto tra quelli che in seguito scatenarono il primo conflitto mondiale.

## Titolatura
1850-1868:
Grande
S.M.I. e R. Ap. Francesco Giuseppe I
per la grazia di Dio,
Imperatore d'Austria,
Re d'Ungheria e Boemia,
Re di Lombardia e Venezia, di Dalmazia, Croazia, Slavonia, Galizia e Lodomiria, e d'Illiria,
Re di Gerusalemme, ecc.,
Arciduca d'Austria,
Gran Duca di Toscana e Cracovia [1846]
Duca di Lorena, di Salisburgo, Stiria, Carinzia, Carniola e di Bucovina [1849]
Gran Principe di Transilvania,
Margravio di Moravia,
Duca d'Alta e Bassa Slesia, di Modena, Parma, Piacenza e Guastalla, d'Auschwitz e Zator, di Teschen, del Friuli, di Ragusa e Zara,
Conte principesco d'Asburgo, di Tirolo, di Kyburg, Gorizia e Gradisca,
Principe di Trento e Bressanone,
Margravio d'Alta e Bassa Lusazia e in Istria,
Conte di Hohenems, Feldkirch, Bregenz, Sonnenberg, ecc.,
Signore di Trieste, di Cattaro e della Marca dei Vendi,
Gran Voivoda del Voivodato di Serbia [1849]
ecc., ecc.
1868-1916:
Grande
S.M.I. e R. Ap. Francesco Giuseppe I
per la grazia di Dio,
Imperatore d'Austria,
Re d'Ungheria e Boemia, Dalmazia, Croazia, Slavonia, Galizia e Lodomiria, e d'Illiria,
Re di Gerusalemme, ecc.,
Arciduca d'Austria,
Gran Duca di Toscana e Cracovia,
Duca di Lorena, di Salisburgo, Stiria, Carinzia, Carniola e di Bucovina,
Gran Principe di Transilvania,
Margravio di Moravia,
Duca d'Alta e Bassa Slesia, di Modena, Parma, Piacenza e Guastalla, d'Auschwitz e Zator, di Teschen, del Friuli, di Ragusa e Zara,
Conte principesco d'Asburgo, di Tirolo, di Kyburg, Gorizia e Gradisca,
Principe di Trento e Bressanone,
Margravio d'Alta e Bassa Lusazia e in Istria,
Conte di Hohenems, Feldkirch, Bregenz, Sonnenberg, ecc.,
Signore di Trieste, di Cattaro e della Marca dei Vendi,
Gran Voivoda del Voivodato di Serbia,
ecc., ecc.
Media
S.M.I. e R. Ap. Francesco Giuseppe I
per la grazia di Dio,
Imperatore d'Austria,
Re Apostolico d'Ungheria,
Re di Boemia, di Dalmazia, Croazia, Slavonia, Galizia e Lodomiria, e d'Illiria,
Arciduca d'Austria,
Gran Duca di Cracovia,
Duca di Lorena, Salisburgo, Stiria, Carinzia, Carniola, Bucovina, Alta e Bassa Slesia
Gran Principe di Transilvania,
Margravio di Moravia,
Conte principesco d'Asburgo e Tirolo ecc., ecc., ecc.
Piccola
S.M.I. e R. Ap. Francesco Giuseppe I
per la grazia di Dio,
Imperatore d'Austria,
Re di Boemia ecc., ecc.,
Re Apostolico d'Ungheria ecc. Austria III. Titles of European hereditary rulers

## Onorificenze

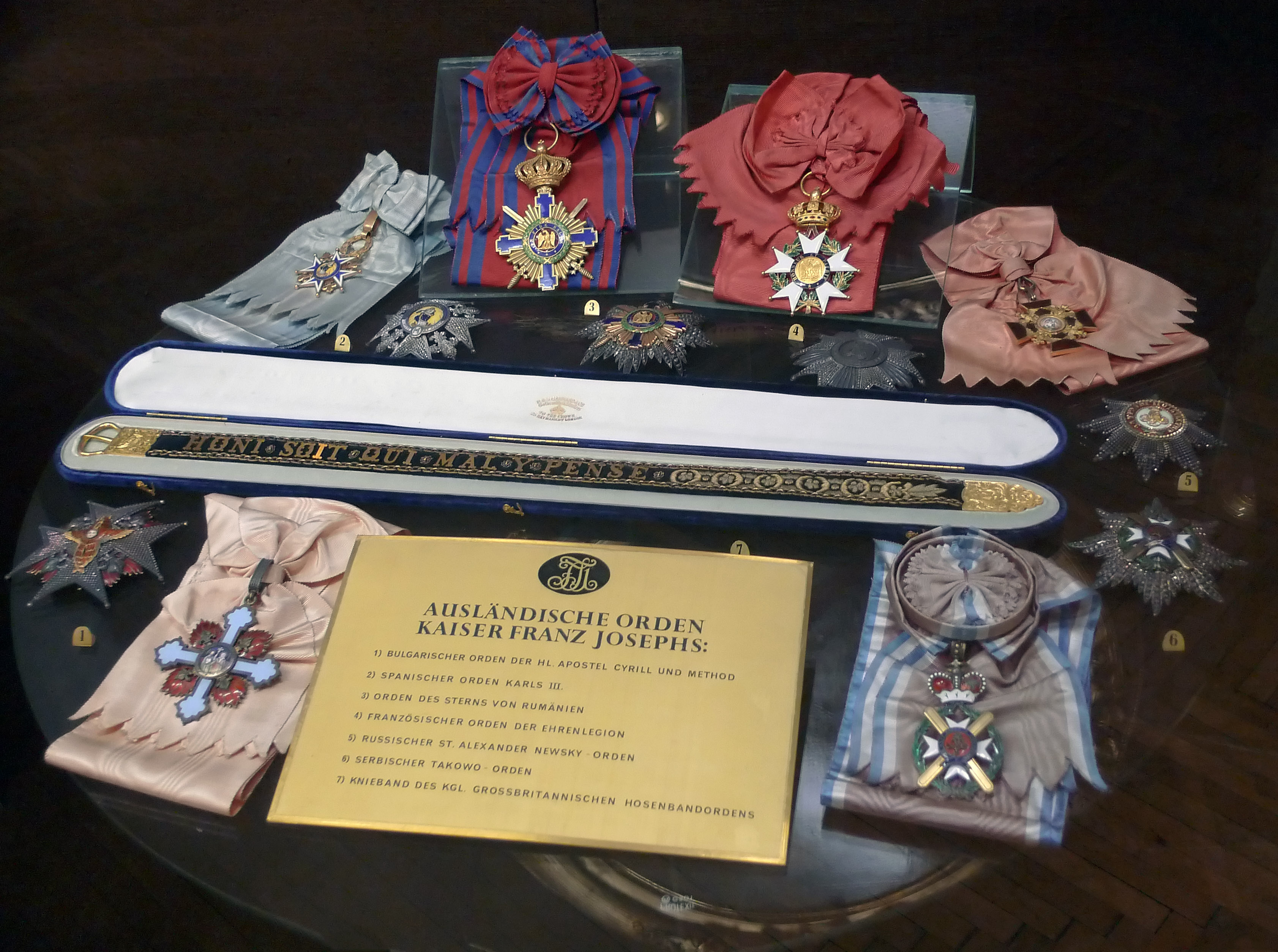
Alcune delle decorazioni straniere ricevute da Francesco Giuseppe I, oggi esposte all'Heeresgeschichtliches Museum di Vienna

### Titoli e gradi militari stranieri
- Maresciallo di Campo dell'Esercito Britannico, 1903 (Regno Unito).[44]
- Generale onorario dell'esercito svedese, 1888 (Regno di Svezia)
- Colonnello in capo del 1st King's Dragoon Guards, 1896 (Regno Unito).
- Colonnello in capo del reggimento dei granatieri della guardia Kexholm (Impero russo).[45]
- Colonnello in capo del 12º reggimento lancieri di Belgorod (Impero russo).
- Colonnello in capo del 16° (Schleswig-Holstein) Ussari dell'Esercito tedesco (Impero tedesco)
- Colonnello in capo del 122° (Württemberg) Fucilieri dell'Esercito tedesco (Impero tedesco)